# ちゅうバス
ちゅうバス (Chu Bus) は、東京都府中市が運行するコミュニティバス。全路線を京王バス府中営業所が運行受託する。
2003年12月1日に4路線で運行が開始され、数度の改編を経て2010年以降は5路線7ルート体制で運行されており、府中駅を中心に市内各所を結んでいる。

## 概要

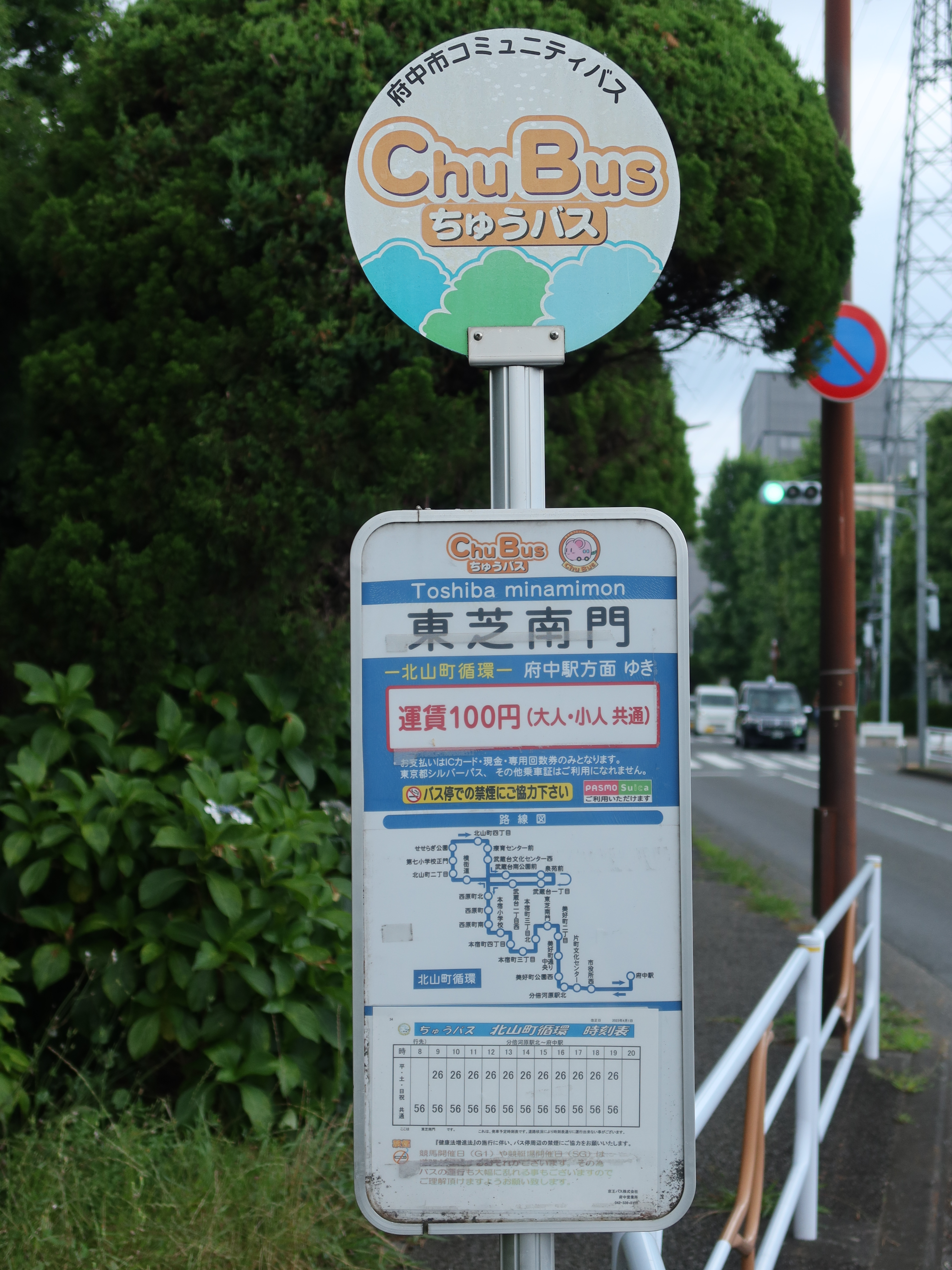
ちゅうバスのバス停標柱（東芝南門バス停）

府中市内の交通不便地域を解消し、各公共施設・市中心部（府中駅周辺）へのアクセスを向上させ、市民生活の利便を図ることを目的として運行されている。担当部署は都市整備部計画課。
「ちゅうバス」の名称は、府中市の「中（ちゅう）」と、ねずみのように機敏で小回りが利くイメージから命名された。キャッチフレーズはローマ字の"Chu"から、"Community bus in Heartful and Useful"（優しさと利便性をもつコミュニティバス）。
車体は市のキャッチフレーズ「ほっとするね 緑の府中」に基き、緑色の木々を基調とした図柄が採用されており、そこにシンボルマークとしてねずみとバスを組み合わせたキャラクター「ちゅう太」が描かれている。ちゅう太はバス停の標柱などにも描かれている。
1994年（平成6年）に京王電鉄バス（当時）の府31系統の経路変更について府中市が積極的に提言を行い、その後1998年（平成10年）には同系統の延伸に際して小型バス2台を寄贈したのが府中市におけるコミュニティバス計画の端緒となっており、そこまで含めると30年以上の歴史を有する。

### 運行事業者
- 京王バス府中営業所（旧：京王電鉄バス府中営業所 → 京王バス中央府中営業所）
  - 京王グループのバス事業再編に伴い度々事業者名が変更されているが、実態としては上記のいずれも同一の営業所である。

## 沿革

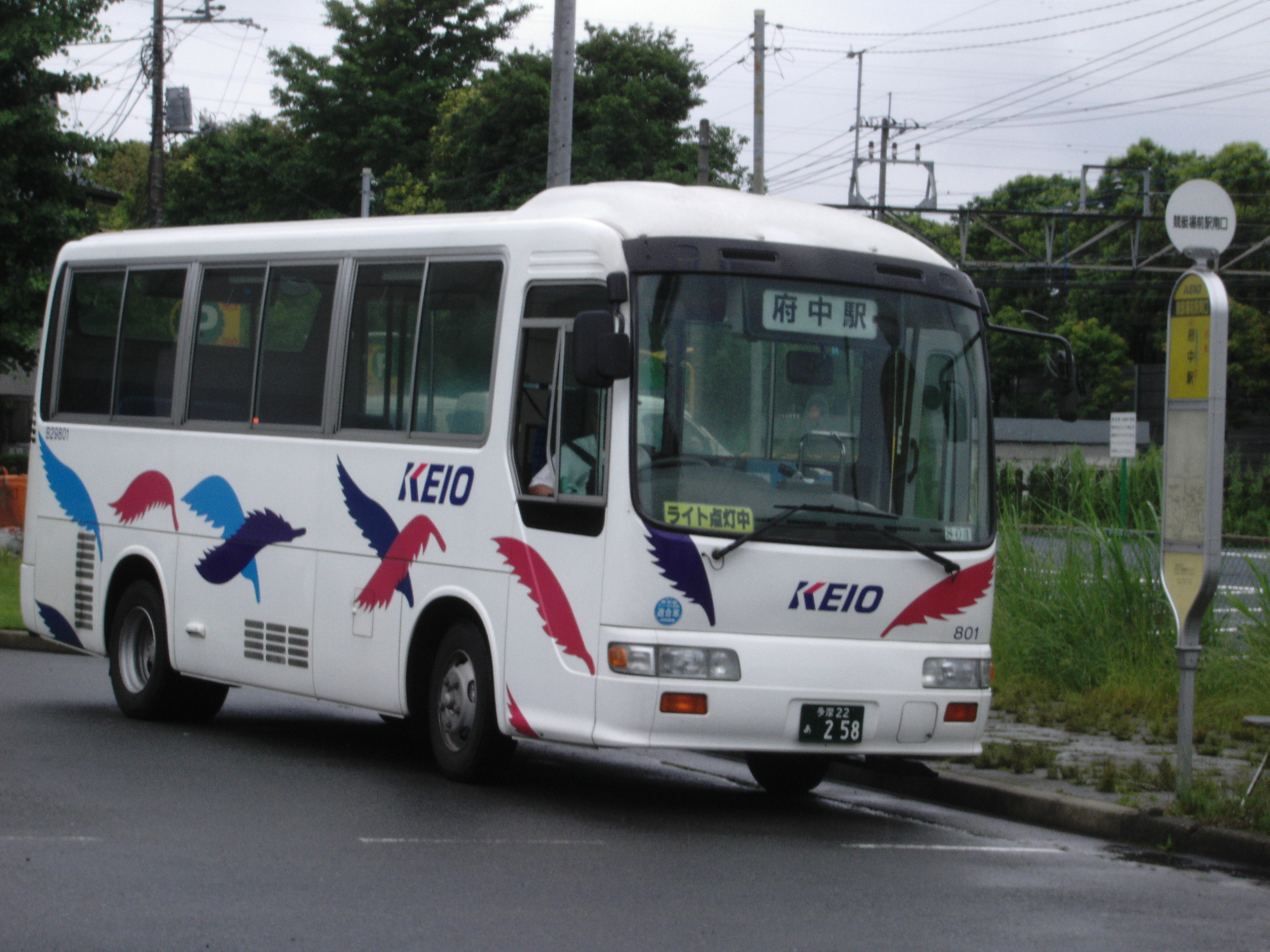
府31系統の日野・リエッセ（B29801）
府中市からの寄贈車両、競艇場前駅南口にて（2006年撮影）
トップドア車、車椅子用ステップリフトなし（除籍済）

府中市議会では1990年代初頭からミニバス運行に関する提言が上がっていたが、既に多数の鉄道・バス路線があったことから、市はこれを実施しない方針が続いていた。しかし市南東部の西武多摩川線沿線では府中駅方面への乗継が非常に不便で、武蔵野市（吉祥寺）方面への流動が多いという実態があるなど、市が再開発や公共施設を新設しても、その恩恵が市民全体に行き渡らない可能性が指摘されていた。
この当時府中駅～市南東部方面を結ぶバス路線は、京王電鉄バスが小型車両を用いて運行する【府31系統：府中駅（旧甲州街道経由）車返団地】1路線のみであったが、一連の議論を受けて市が京王と協議した結果、1994年（平成6年）4月に旧甲州街道経由から生涯学習センター経由に変更された。同時に車返団地より先、競艇場前駅方面（押立町・小柳町地区）への延伸要望もなされたが、採算性の問題で協議は難航し、最終的に市がバス車両を京王に寄贈するという形で1998年（平成10年）に延伸が実現された。
府中市はこれ以降の交通不便地域への路線バス対策も、府31と同様「京王と積極的に協議を行うが、運行にかかる費用の補助（赤字補填）は行わない」という方針で継続する意向であったため、採算性の問題からその他の地域への対策が遅れていた。なお同時期に府中市が京王に要望を出し、採算上問題ないと判断されて開業した路線には、武75系統（1997年）と寺92系統（1999年）がある。
しかし、武蔵野市のムーバスや先述した府31の延伸が利用者に好評であることが追い風となり、2000年（平成12年）には初めてコミュニティバス事業調査にかかる予算が設けられ、府中市がバス運行費用を負担する方式に関する検討が正式に開始された。その後の推移は以下の通り。
- 2001年（平成13年）6月 - 府中市コミュニティバス導入調査検討協議会が発足する[14]。

- 2002年（平成14年）10月 - 上記協議会の提言に基づき、以下の5ルートで実験運行を開始し、同年12月まで実施された[15]。

1. 多磨町方面の北東ルート
2. 是政方面の南東ルート
3. 四谷方面の中河原駅での乗り継ぎを含めた南西ルート[注 4]
4. 北山町方面の北西ルート
5. 市中心部の循環ルート

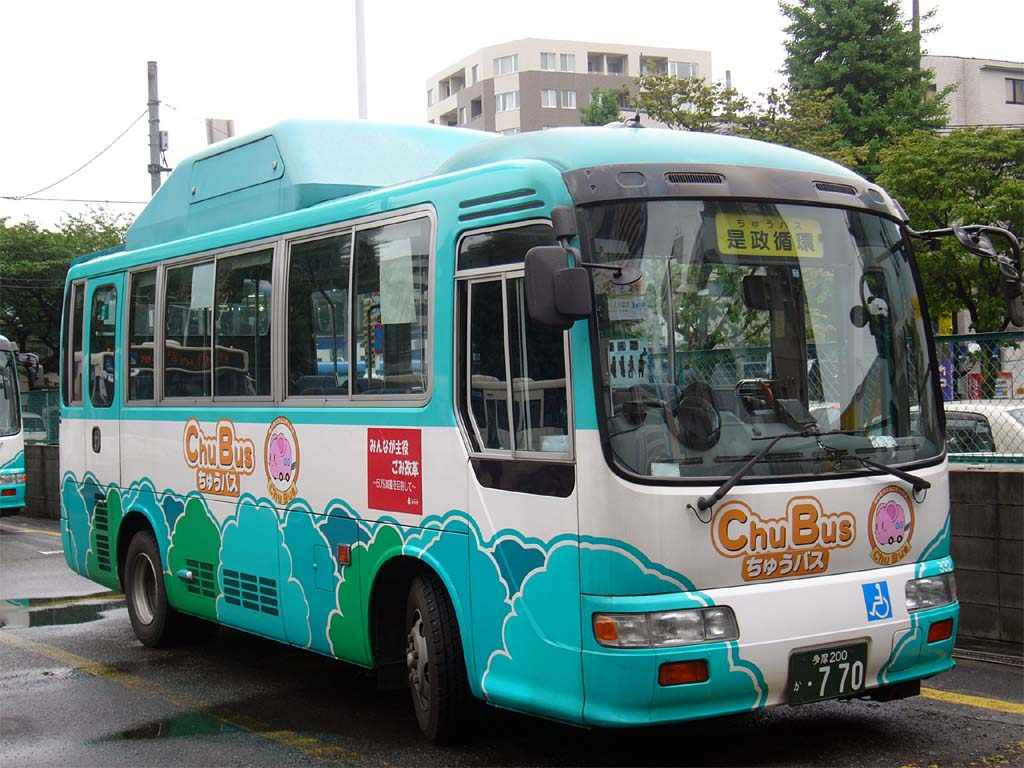
是政循環も当初は小型車で運行されていた（除籍済）

- 2003年（平成15年）12月1日 ｰ 正式開業。府中駅を起終点とする以下の4路線で正式に運行開始した[16]。

1. 府中駅から北東方面へ、東府中駅を経由し多磨町へ至る多磨町ルート
2. 府中駅から南東方面へ、是政駅を経由して循環する是政循環
3. 府中駅から北西方面を循環する北山町循環
4. 府中駅から南西方面へ、中河原駅を経由して循環する南町・四谷循環

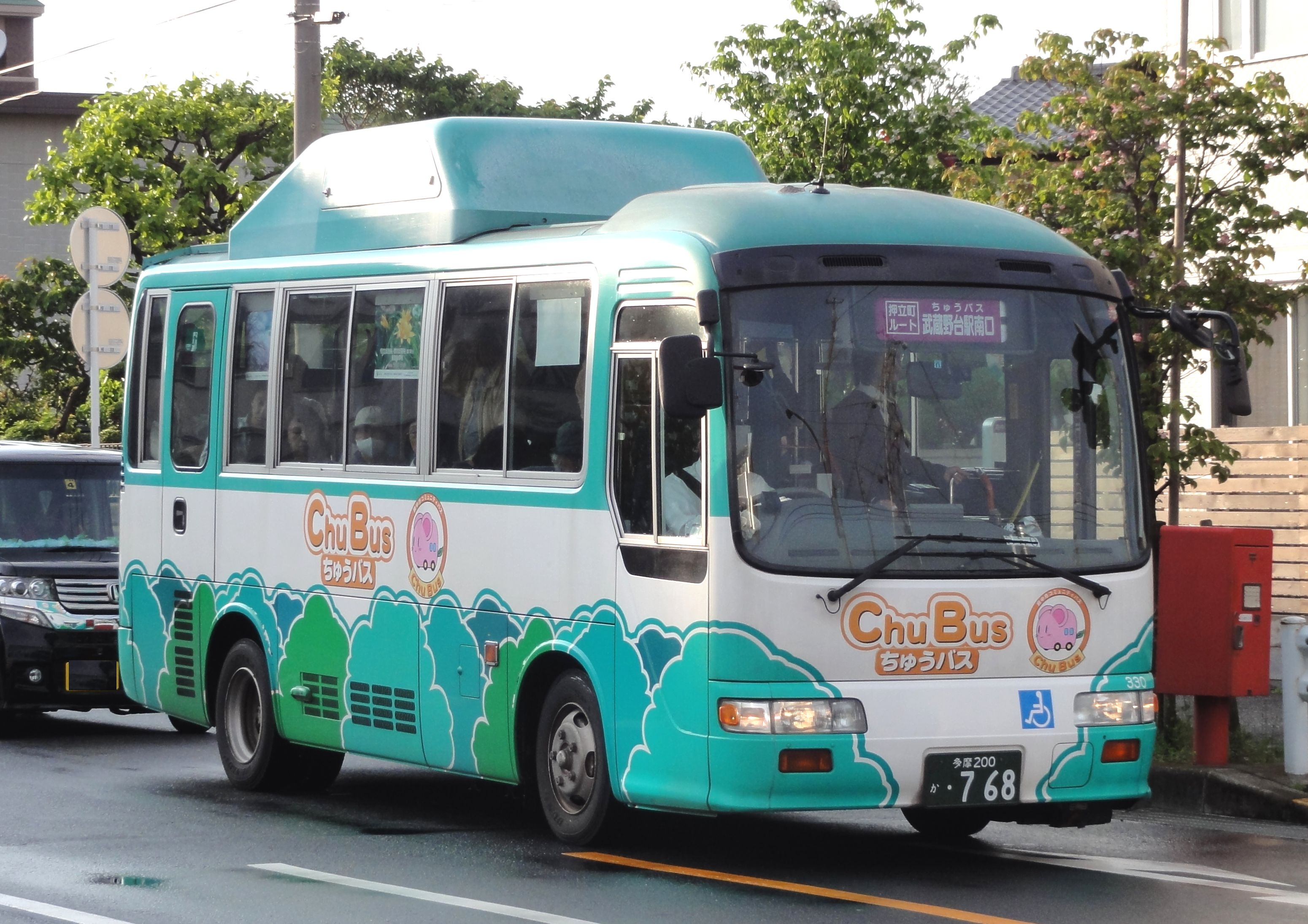
押立町ルート開業当時の車両（除籍済）

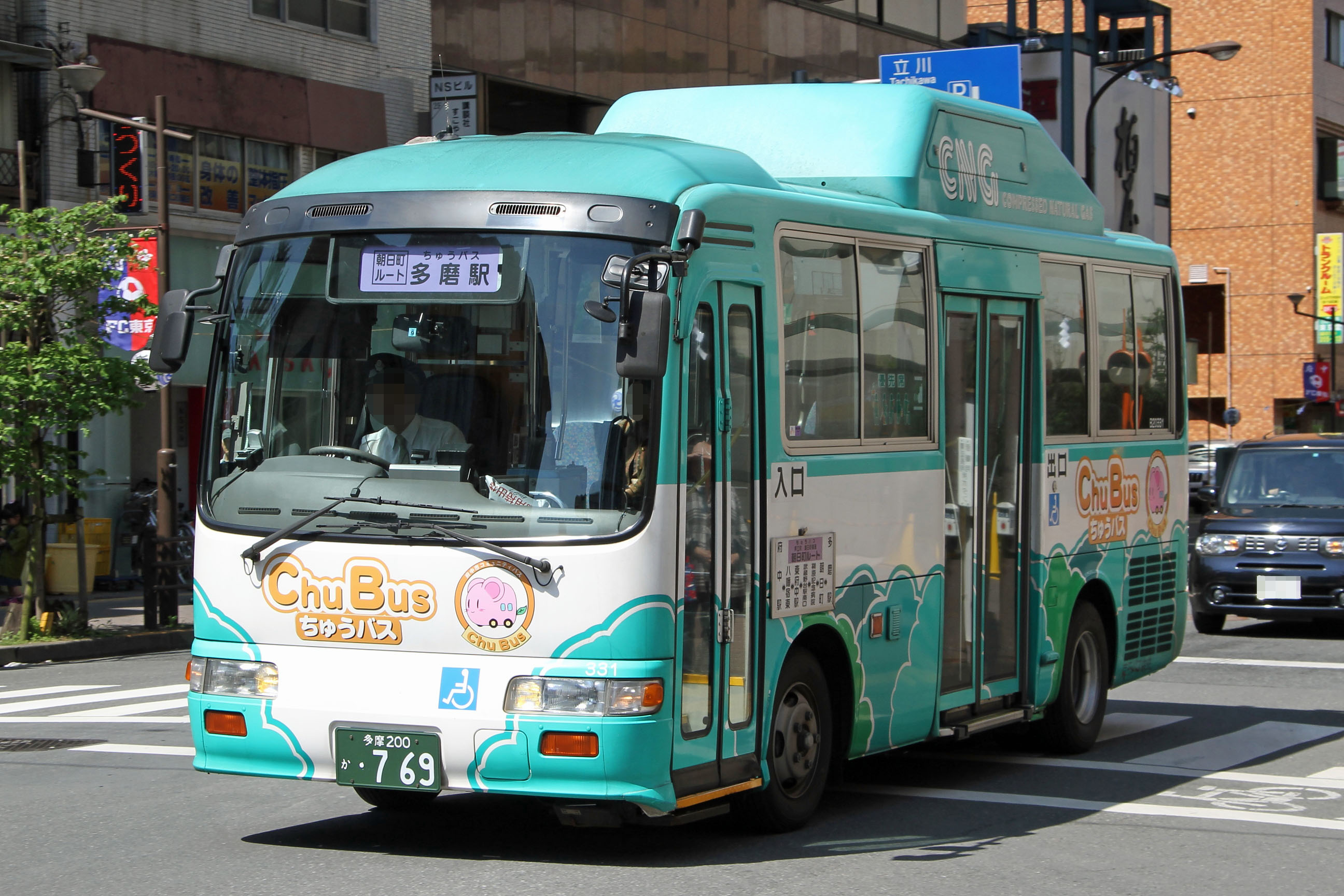
朝日町ルート開業当時の車両（除籍済）

- 2008年（平成20年）3月25日 - 京王の一般路線であった府31系統を置き換える形で、以下の路線を新設。

1. 府中駅から東南東方面へ、競艇場前駅を経由し武蔵野台駅へ至る押立町・朝日町循環 押立町ルート（以下「押立町ルート」）
2. 府中駅から東方面へ、東府中駅・武蔵野台駅を経由し多磨駅へ至る押立町・朝日町循環 朝日町ルート（以下「朝日町ルート」）
  - 同日、ダイヤ改正が行われ終車時刻が延長された。同時に南町・四谷循環、北山町循環でも経路変更・路線延伸されている。

- 2010年（平成22年）3月29日 - 中河原駅より北西方面を循環する南町・四谷循環 四谷六丁目ルート（以下「四谷六丁目ルート」）を新設。同時に、従来の南町・四谷循環は南町・四谷循環 よつや苑西ルート（以下「よつや苑西ルート」）に改められ、中河原駅において無料乗継扱いを始めた。
- 2017年（平成29年）4月17日 - 北山町循環、是政循環、四谷六丁目ルート、朝日町ルートで、ダイヤ改正と経路変更が行われた[17]。
- 2018年（平成30年）10月1日 - 北山町循環、よつや苑西ルートで、ダイヤ改正と経路変更が行われた[18]。
- 2020年（令和2年）3月23日 - 北山町循環、よつや苑西ルートで、停留所名の変更と停留所新設が行われた[19]。
- 2020年（令和2年）10月1日、京王電鉄バスの子会社3社（京王バス東・京王バス中央・京王バス南）が合併したことにより、運行事業者・営業所の名称が「京王バス中央・府中営業所」から「京王バス府中営業所」へ変更。
- 2024年（令和6年）3月11日～3月25日 - 府中市が実施する価値促進事業の一環として、RYDE株式会社と市計画課の提携で、スマートフォン用アプリ『RYDE PASS』を利用したちゅうバスデジタルチケット実証実験が行われた[20][21]。
- 2025年（令和7年）3月21日 - 府中市公共交通協議会により府中市地域公共交通ネットワーク再編計画（答申案）が市議会に提出された。この再編計画は京王の乗務員不足への対応や利用実態との乖離軽減を目的としており、ちゅうバス改編については以下のように言及されている[22]。
  - 多磨町ルート: ルミエール府中周辺の一般路線バスとの重複を解消するため、府中駅～東府中駅間を甲州街道経由に変更。東府中駅から先は市民聖苑→生涯学習センター→浅間山公園入口→多磨町の順番で運行する。将来的には多磨駅西口への接続を検討。
  - 是政循環: 既存のルートに加え、郷土の森を発着する一般路線バス（分52・府52）の代替として「郷土の森ルート（分倍河原駅 - 郷土の森 - 是政 - 府中駅）」を追加。是政循環と郷土の森ルートを30分間隔で交互に運行。
  - 北山町循環: 「本宿町循環（府中駅 - 本宿町三丁目）」として短縮し、車両運用を後述の南町ルートと共通化。利用が少ない北山町地区については、9人乗りワゴン車で「新府中街道ルート（中河原駅 - 総合医療センター）」「武蔵台ルート（西府駅 - 武蔵台一丁目）」に再編し、重複する西府01・永80・永81系統を代替。
  - 南町・四谷循環（よつや苑西ルート）: 四谷地区からの府中駅方面直通需要が少ないことを考慮し、よつや苑西ルートは経路を現状のままとした上で「南町ルート（府中駅 - 中河原駅）」「よつや苑西循環（中河原駅 - 四谷三丁目）」に分割。前者は先述の本宿町ルートと車両運用を共通化し、後者は9人乗りワゴン車に転換。
  - 南町・四谷循環（四谷六丁目ルート）: 西府駅南側接続のため「四谷循環（中河原駅→NEC正門→四谷六丁目→デュオヒルズ前→中河原駅）」に変更し、中02・中03系統（中河原駅～都営泉二丁目）を代替。従来の中02・中03の利用者状況を考慮し、車両を是政循環と同じ58人乗りのものに変更、運行時間を延長する。
  - 朝日町・押立町循環: 朝日町ルートは変更なし。押立町ルートは車両台数削減のため45分間隔に変更。

## 運行内容

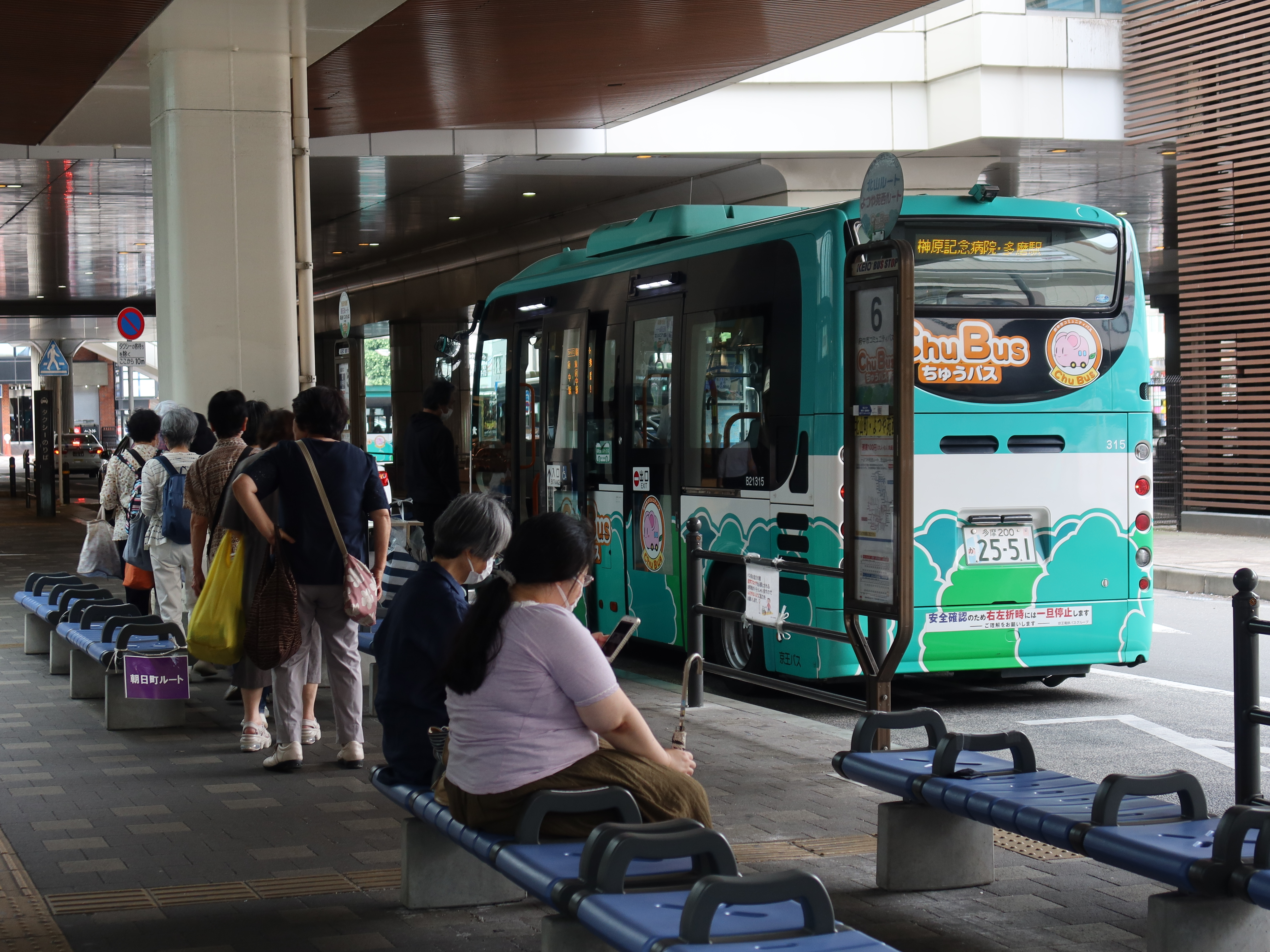
府中駅で乗車扱いをするちゅうバス（B21315）

### 運賃・割引制度
運賃は全線均一、1乗車につき100円。大人・子供同額で、未就学児は無料である。料金は乗車時に支払う。府中市内の一般路線バスのほとんどが区間制運賃の中乗り後払い方式であるのに対し、ちゅうバスは均一運賃の前乗り先払い方式を採用している。
運行開始当初よりバス共通カードや交通系ICカードには対応していなかったが、2018年（平成30年）4月1日より、PASMO・Suicaなど交通系ICカードが利用できるようになった。
東京都シルバーパスは利用できず、各種障害者手帳提示による割引制度も存在しない。専用の定期券や一日乗車券の発売はなく、京王バスの金額式IC定期券「モットクパス」や京王バスIC全線一日乗車券なども利用できない。
ちゅうバス専用回数券が発売されており、ちゅうバス車内または京王バス府中営業所で購入できる。21枚つづり2000円で100円分割引となっている。緑色の券面にマスコットの「ちゅう太」が描かれている。

### 乗継制度
以下の場合のみ乗継券の発行対象となり、乗り換え先のバスで再度運賃を支払うことなく無料で乗り継ぐことができる。
- 武蔵野台駅南口で、押立町・朝日町循環「押立町ルート」と「朝日町ルート」を相互に乗り継ぐ場合[5]
- 中河原駅で、南町・四谷循環「四谷六丁目ルート」と「よつや苑西ルート（府中駅方面）」を相互に乗り継ぐ場合[5]

利用の際は、最初に乗車したちゅうバスの乗務員から乗継券を受け取り、次に乗車するちゅうバスの乗務員に手渡しで回収してもらう。車内の自動放送でも案内がある。
両路線が乗り入れる停留所であっても、上記指定停留所・方向以外での無料乗継は行っていない。また各ルートで発行される乗継券は、それぞれ外見が異なるため誤用できないようになっており、発行時に乗務員によって日付が記入されるため当日中しか使用できない。

## 現行路線
以下5路線7ルートが運行されている。四谷六丁目ルートを除く全便が京王線府中駅を発着する。いずれの路線も30分間隔で、概ね8時台～19時台に運行される。
各ルートごとにラインカラーが設定されており、バス停や路線図での案内に使用されている。かつては方向幕の地色もラインカラーに合わせられていたが、行先表示機のLED化（単色LED）に伴い消滅した。

### 多磨町ルート
■ 多磨町ルート

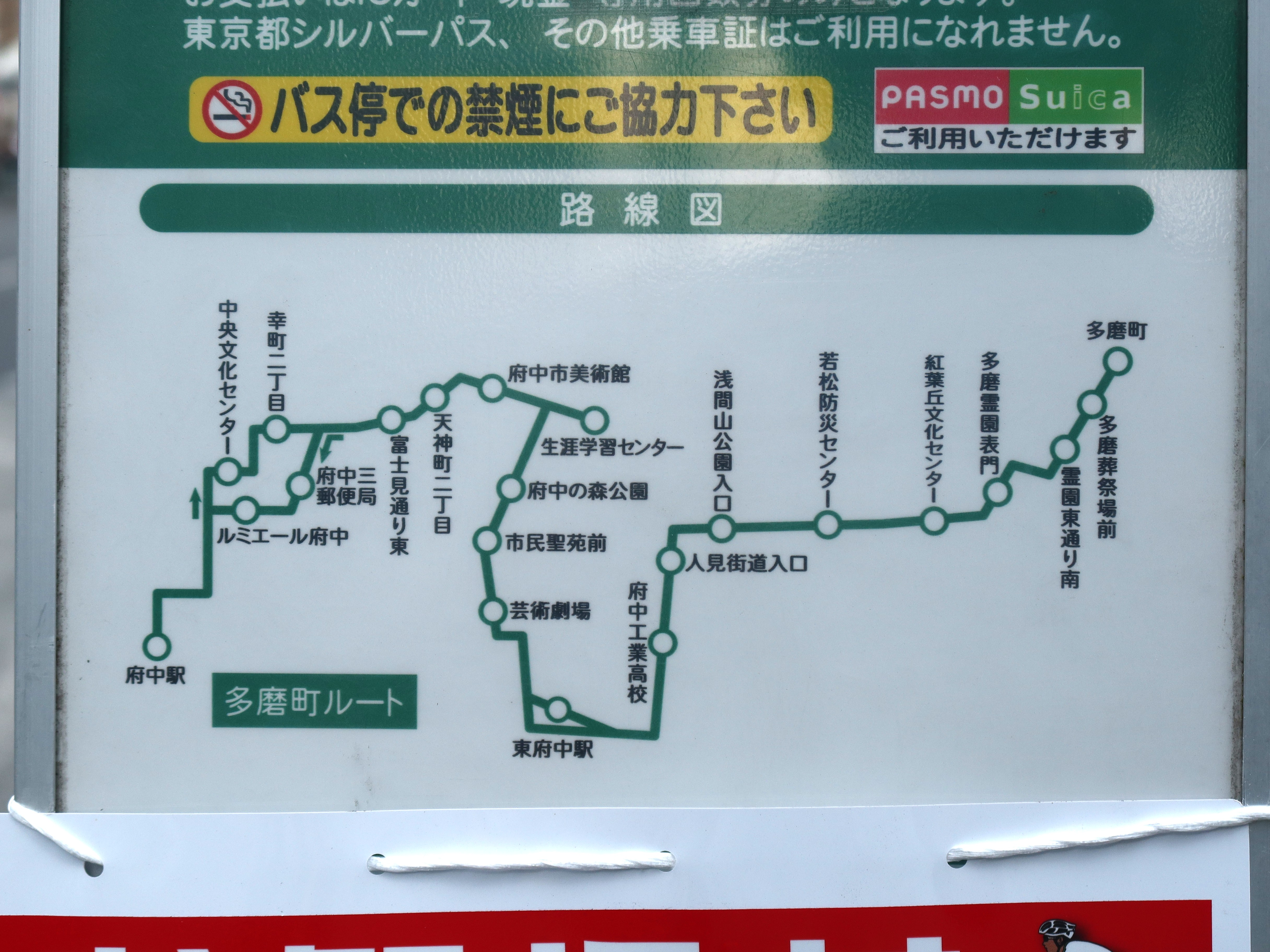
多磨町ルートの路線図（東府中駅バス停掲示）

- 府中駅 - 富士見通り東 - 府中市美術館 - 生涯学習センター - 芸術劇場 - 東府中駅 - 人見街道入口 - 多磨霊園表門 - 多磨町

府中駅から市北東部の多磨町へ至る路線。府中駅～富士見通り東間は、多磨町行きは中央文化センター経由、府中駅行きはルミエール府中経由で運行される。終点の多磨町は京王バスの一般路線（武85など）と共用。府中駅～多磨町の所要時間は30分。

### 是政循環
■ 是政循環

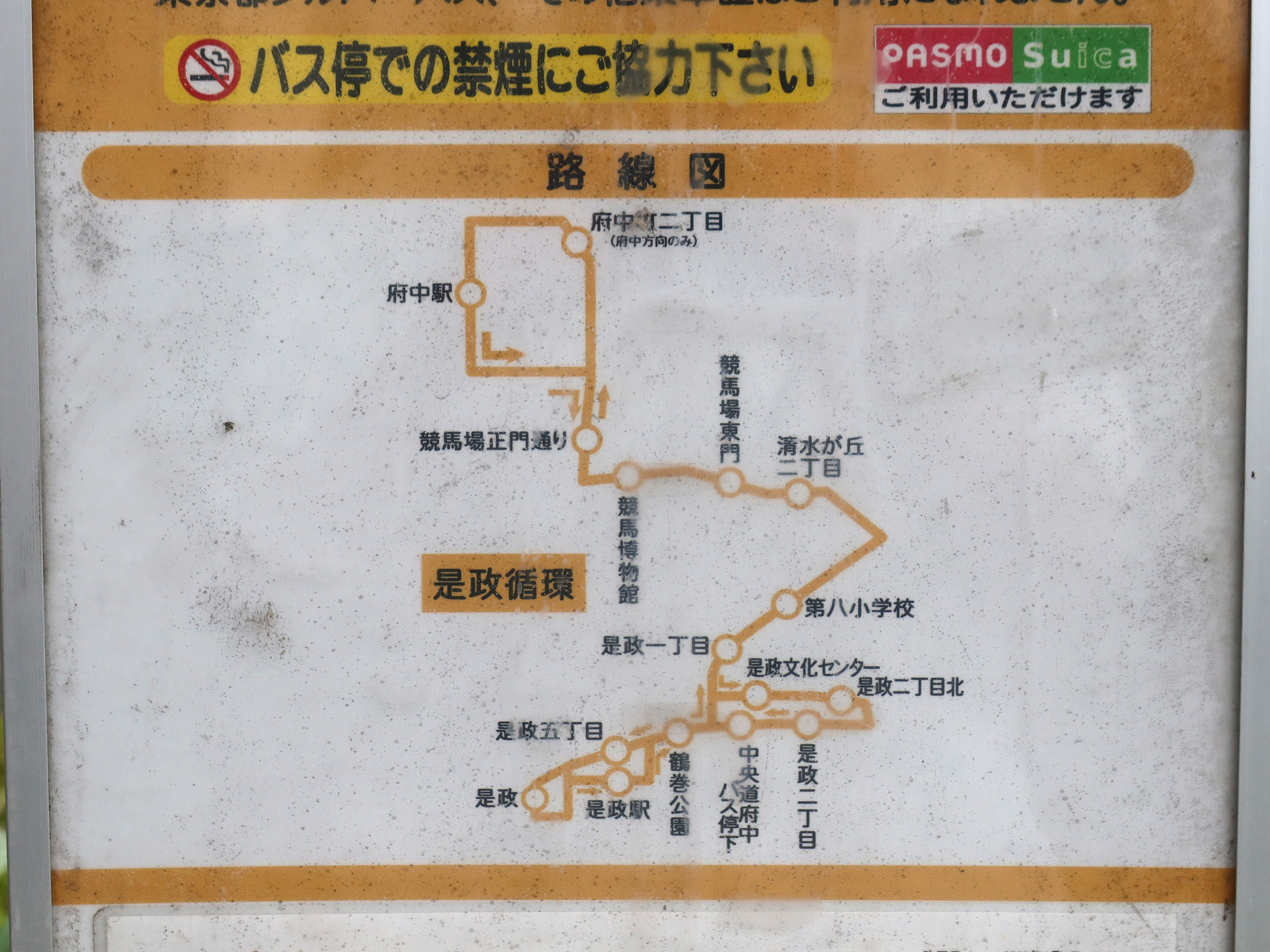
是政循環の路線図（是政二丁目バス停掲示）

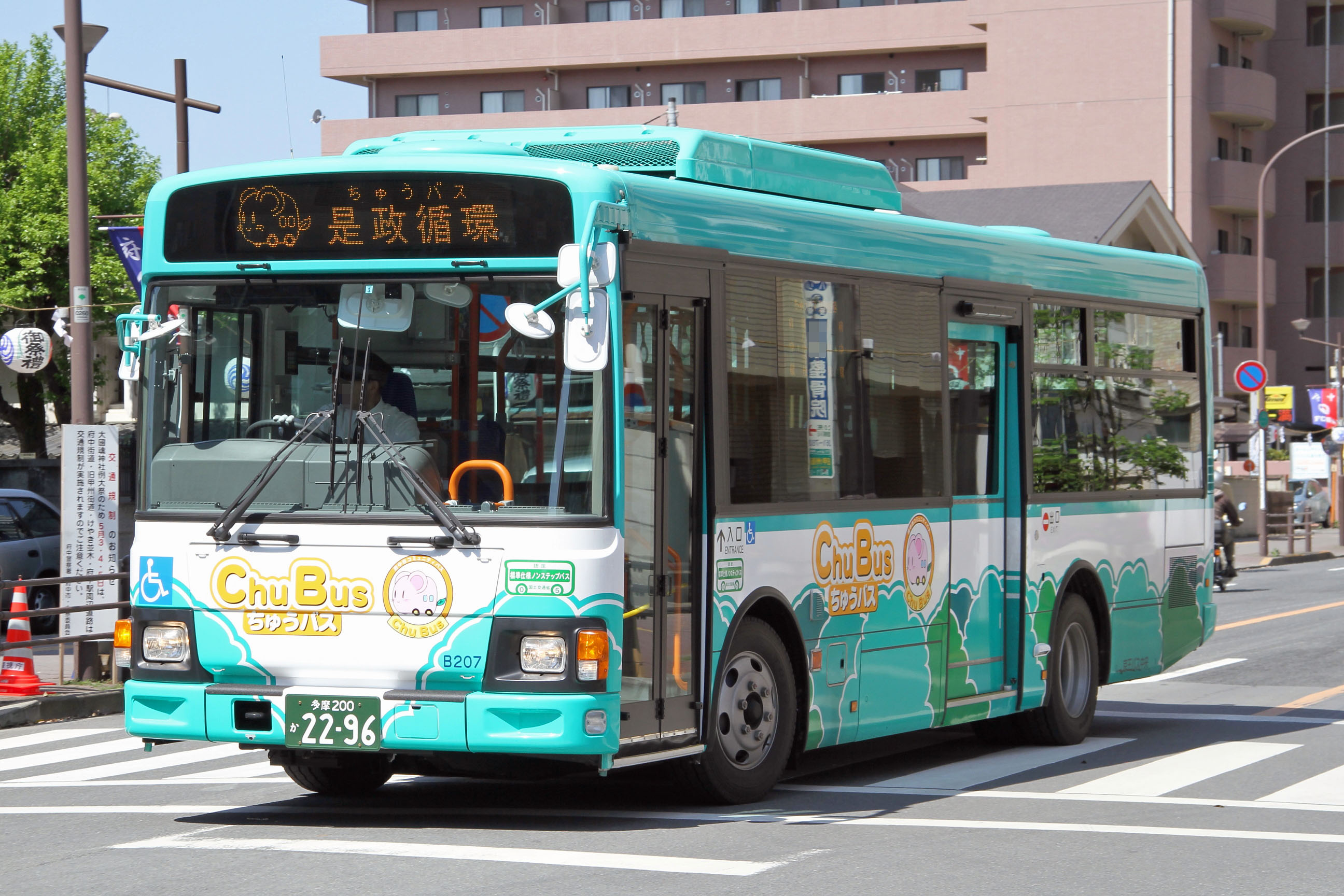
是政循環専用車（B21207）

- 府中駅 → 競馬博物館 → 清水が丘二丁目 → 是政一丁目 → 是政文化センター → 中央道府中バス停下 → 鶴牧公園 → 是政五丁目 → 是政 → 是政駅 → 鶴牧公園 → 是政一丁目 → 清水が丘二丁目 → 競馬博物館 → 府中町二丁目→ 府中駅

府中駅から東京競馬場を経由し、市南部の是政へ至る路線。府中駅周辺と是政地区で循環運行を行っており、上記順で府中駅～府中駅の通し運行を行う。この路線のみ専用カラーの中型車（レインボーII）で運行される（#車両も参照）。府中駅～府中駅の所要時間は、34分。
沿革
- 2003年12月1日 - 開業。
- 2012年～2015年1月まで、中央道府中バスストップの府中スマートIC併設工事のため、一部区間を迂回して運行された。
- 2017年4月17日 - ダイヤ改正時に経路を一部変更。是政五丁目 - 是政駅で是政橋高架下を経由し、府中街道西側へ延伸。これにともない是政停留所を府中街道東側から府中街道西側に移設した[17]。

### 北山町循環
■ 北山町循環

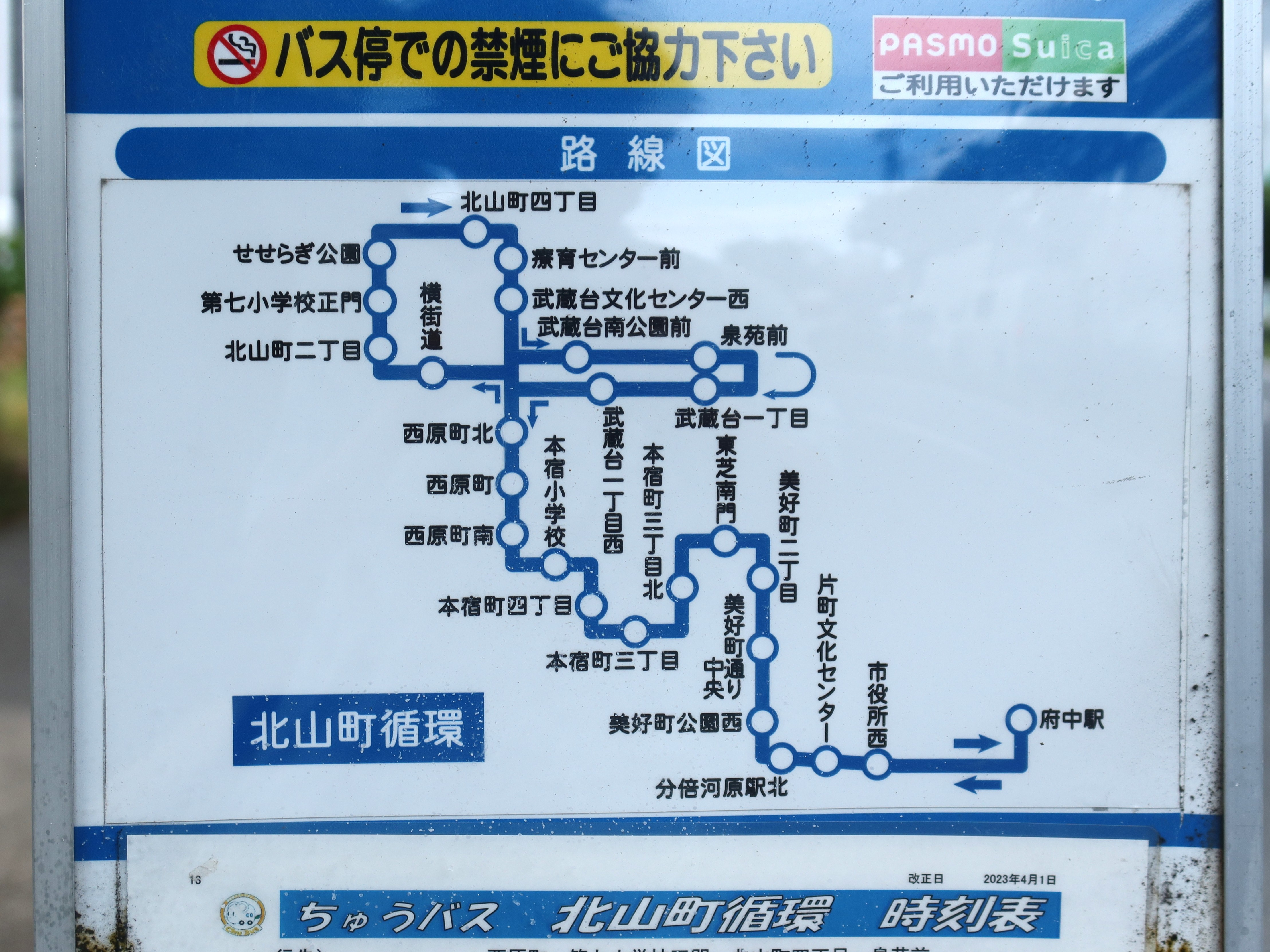
北山町循環の路線図（西原町南バス停掲示）

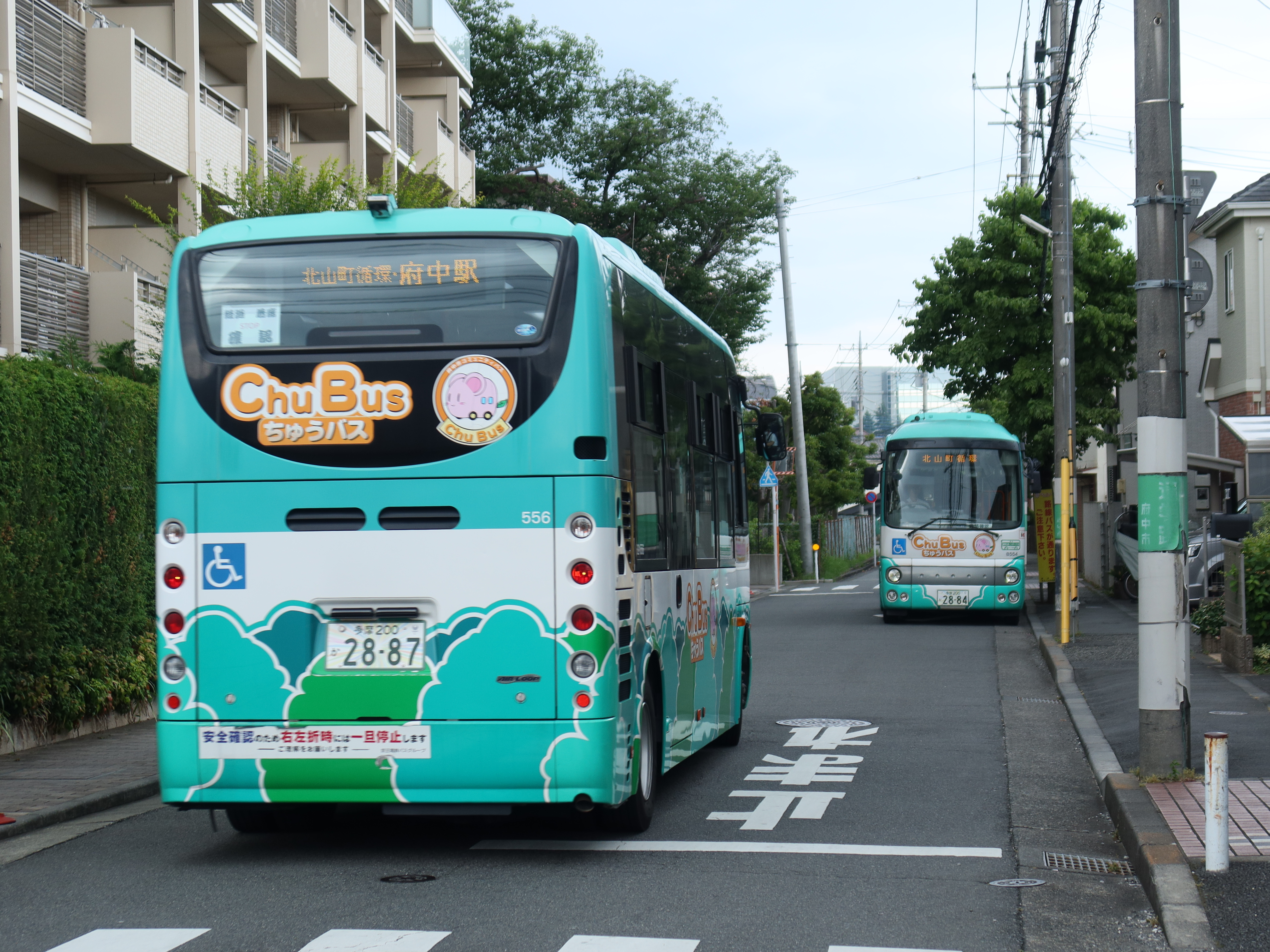
本宿町三丁目バス停付近

- 府中駅 → 片町文化センター → 東芝南門 → 本宿町三丁目 → 西原町北 → 第七小学校正門 → 北山町四丁目 → 武蔵台一丁目 → 西原町北 →（往路と同経路）→ 府中駅

府中駅から新府中街道を経由し、市北西部の北山町、武蔵台、西原町へ至る路線。途中の西原町北から循環運行を行い、上記順で府中駅～府中駅の通し運行を行う。
本宿町三丁目停留所付近は、小型バスでもすれ違いが困難な狭隘路線のため、交通警備員が常駐して誘導しており、北山町方向・府中駅方向の往復のバス乗務員が、路上に立つ警備員と無線で連絡し合った上で交互に通行している。
沿革
- 2003年12月1日 ｰ 開業。
- 2017年4月17日 - 経路を一部変更[17]。従来北山町地区を循環した後新府中街道で府中駅方面に戻る経路だったのを、武蔵台文化センター西 - 西原町北でJR武蔵野線手前まで東八道路を往復する経路に延伸し、延伸区間に4箇所の停留所を新設した[17]。
- 2018年10月1日 - よつや苑西ルートとともに経路を一部変更[18]。国道20号（甲州街道）の渋滞を避け定時性を確保するため、往復ともに旧甲州街道（大國魂神社前）- 市役所方面の経路となり、府中駅手前の第一小学校停留所（府中駅方向のみ停車）が廃止され、国道20号（甲州街道）を経由しなくなった[18]。
- 2020年3月23日 - バス停留所名を変更。京王バスの一般路線と共通の「JAマインズ北山支店前」の停留所名が「横街道」に変更された[19]。JAマインズ北山支店は2015年3月13日に閉店し西府支店へ統合されたが[25]、その後も停留所名に残っていたため、「分倍河原駅北」停留所とともに変更されたものである[19]。また、北山町循環の「分倍河原駅」停留所は、よつや苑西ルートとは異なり分倍河原駅バスロータリーではなく、MINANO裏手の旧甲州街道付近にあったが、2020年3月23日に停留所名が「分倍河原駅北」に変更された（場所は変わらない）[19]。

### 南町・四谷循環

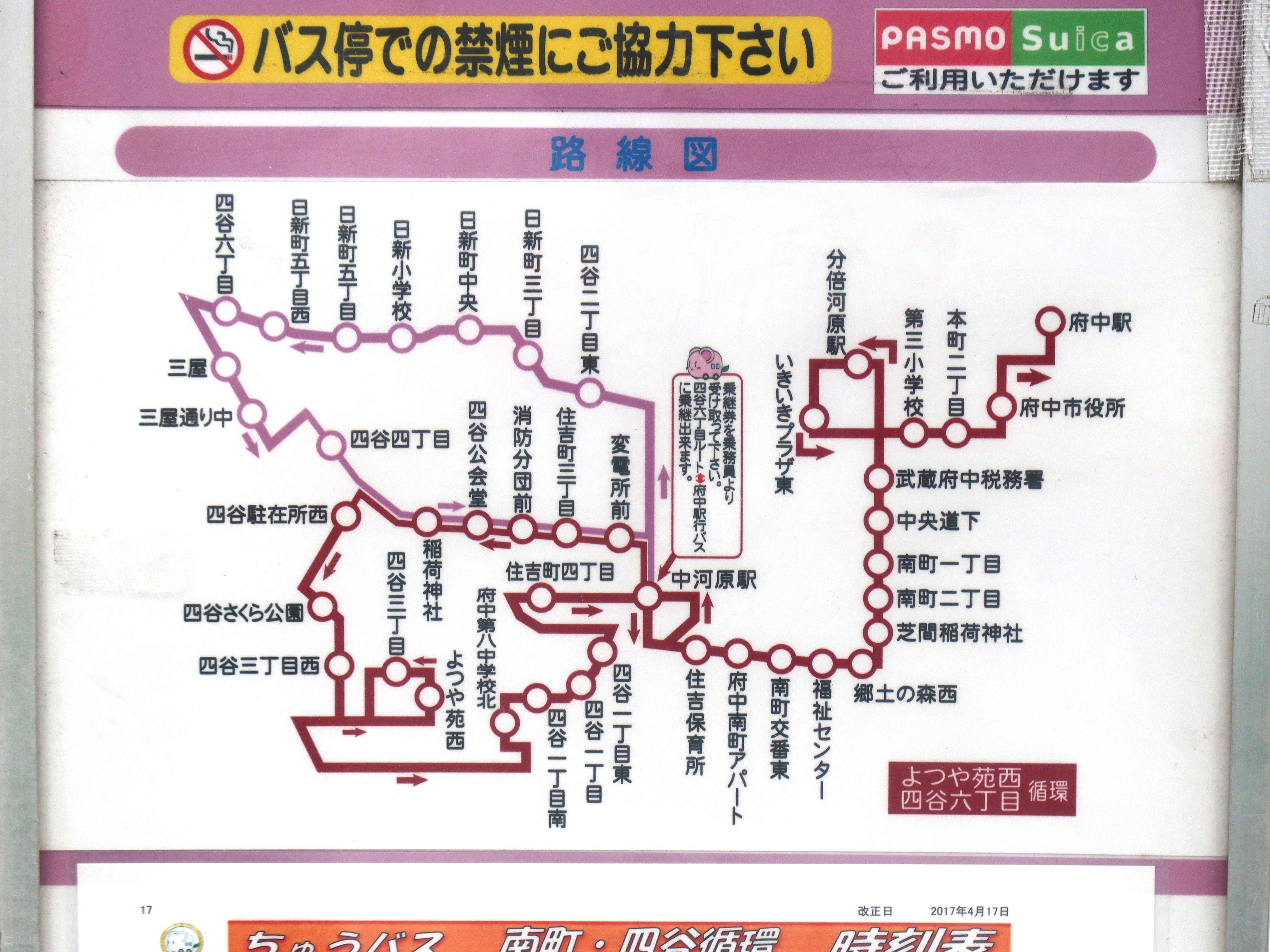
南町・四谷循環の路線図（中河原駅バス停掲示）

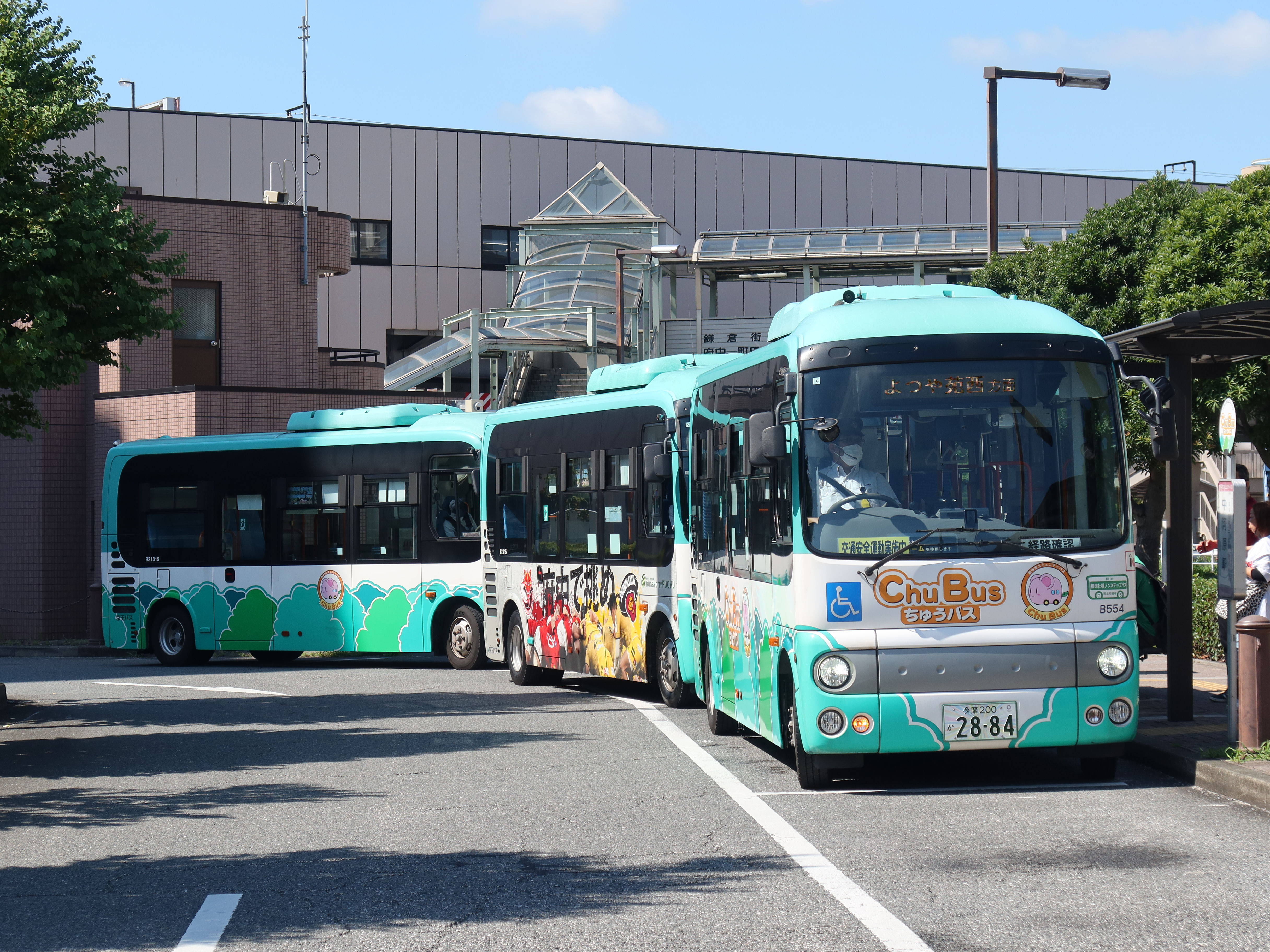
中河原駅で3台並ぶちゅうバス

■ 南町・四谷循環（よつや苑西ルート）
- 府中駅 → 府中市役所 → 分倍河原駅 → 郷土の森西 → 中河原駅 → 住吉町三丁目 → 稲荷神社 → 四谷駐在所西 → よつや苑西 → 四谷一丁目 → 中河原駅 →（往路と同経路）→ 府中駅

府中駅から市南西部の南町を経由して四谷へ至る路線。途中の中河原駅から循環運行を行い、上記順で府中駅～府中駅（所要時間96分）の通し運行を行う。第三小学校～武蔵府中税務署間は、両方向共に分倍河原駅→いきいきプラザ東の順に運行。
朝に中河原駅→よつや苑西循環→府中駅行きの便が1本と、中河原駅→分倍河原駅→府中駅行きの便が1本ある。夜の18:29・18:59発の2本は府中駅→よつや苑西循環→中河原駅まで、19:29発の最終便は府中駅→分倍河原駅→中河原駅止まり。
■ 南町・四谷循環（四谷六丁目ルート）
- 中河原駅 → 四谷二丁目東 → 日新小学校 → 四谷六丁目 → 三屋通り中 → 稲荷神社 → 住吉町三丁目 → 中河原駅

中河原駅から日新町・四谷を循環する路線。上記順で中河原駅～中河原駅（所要時間27分）の通し運行を行う。ちゅうバスの中では最も新しく開業した路線で、唯一府中駅方面への運行がない。
開業前の計画段階で既に中河原駅乗継で2ルートに分けることが決まっていたため、いずれも南町・四谷循環としてまとめられている。計画段階では四谷六丁目ルートに相当する路線も2003年に開業する予定であったが、京王バスの既存の路線との兼ね合いや四谷一丁目地区の反対運動により、本来中河原駅で終点となる経路だったものをよつや苑西まで運行する形態で開業した。
中河原駅では府中駅方面（よつや苑西ルート）と四谷六丁目方面（四谷六丁目ルート）の無料乗継制度があり、車内で乗継券が発行されている（#乗継制度を参照）。ダイヤも乗継を前提として組まれており、府中駅方面・よつや苑西方面・四谷六丁目ルートの3台が30分毎に揃うダイヤとなっている。
日新町・四谷北西部はかつて京王バスの分53系統（分倍河原駅 - 日野駅）が約20分間隔で運行されていたが、西府駅開業で沿線のNEC府中事業所の通勤需要がJR南武線に移ったため大幅に減便されたという経緯があり、この減便を補完する役割もある。
沿革
- 2003年12月1日 - 現在のよつや苑西ルートに相当する路線が「南町・四谷循環」として開業。開業当初は府中駅から中河原駅を経由し、よつや苑西付近で循環した後、再び四谷駐在所経由で（来た道を戻って）中河原駅→府中駅へ戻るルートであった。
- 2010年3月29日
  - 四谷六丁目ルートが「南町・四谷循環（四谷六丁目ルート）」として開業、同時に中河原駅での無料乗継取扱を開始。中河原駅から東大山道で稲荷神社前へ向かい、その後公会堂前（日新町）、四谷六丁目、三屋通り中、四谷駐在所西を経由して稲荷神社前へ戻り、再び東大山道で中河原駅に戻る経路[26]。
  - 従来の「南町・四谷循環」は「南町・四谷循環（よつや苑西ルート）」に改称された。
- 2011年8月15日
  - よつや苑西ルート延伸。よつや苑西から四谷駐在所西へ戻らず、四谷一丁目地区経由で中河原駅へ向かうようになった。
  - 四谷六丁目ルート経路変更・バス停名変更。中河原駅→公会堂前の経路を、東大山道経由から中央道北側のくすのき通り経由に変更。同時に、公会堂前を日新町中央に改称（併設されている中03系統の停留所は改称なし）。
  - これらの変更以前は中河原駅～稲荷神社前間で2ルートの両方向とも重複する運行となっており、市議会でも非効率的な運行として指摘されていた。また、同じ路線の中に「公会堂前」「四谷公会堂」と似た名前のバス停が並存しており、案内に支障を来していた。
- 2017年4月17日
  - 四谷六丁目ルートの経路を一部変更。三屋通り南経由から四谷四丁目経由に変更し、四谷通りに四谷四丁目停留所を新設。これに伴い、三屋通り南・四谷駐在所西の両停留所は経由しなくなった。なお三屋通り南は京王バスの一般路線（中02系統など）、四谷駐在所西はよつや苑西ルートが引き続き停車する[17]。
  - この経路変更は、京王バスが2014年に中02の経路を四谷四丁目経由から三屋通り南経由に変更したことで発生したちゅうバスとの経路重複を解消するために行われたものである[27]。なお、この時ちゅうバスに新設された四谷四丁目バス停は、中02系統の経路変更後その場に残置されていた標柱を再利用している。
- 2018年10月1日 - よつや苑西ルートの経路を一部変更。往復ともに旧甲州街道（大國魂神社前）- 市役所方面の経路となり、府中駅手前の第一小学校停留所（府中駅方向のみ停車）が廃止され、国道20号（甲州街道）を経由しなくなった。北山町循環でも同様に経路変更。なお一般路線バスは引き続き第一小学校停留所に停車する[18]。
- 2020年3月23日 - よつや苑西ルートで停留所の新設と既存停留所の名称変更が行われた[19]。停留所の間隔が長かった四谷一丁目東 - 中河原駅間に「住吉町四丁目」停留所を新設した[19]。また四谷五丁目停留所を「四谷さくら公園」に名称変更したが[19]、これは同年3月26日の、市立四谷さくら公園の拡張部分開園（整備工事2期）に伴うものである[28]。

### 押立町・朝日町循環
■ 押立町ルート

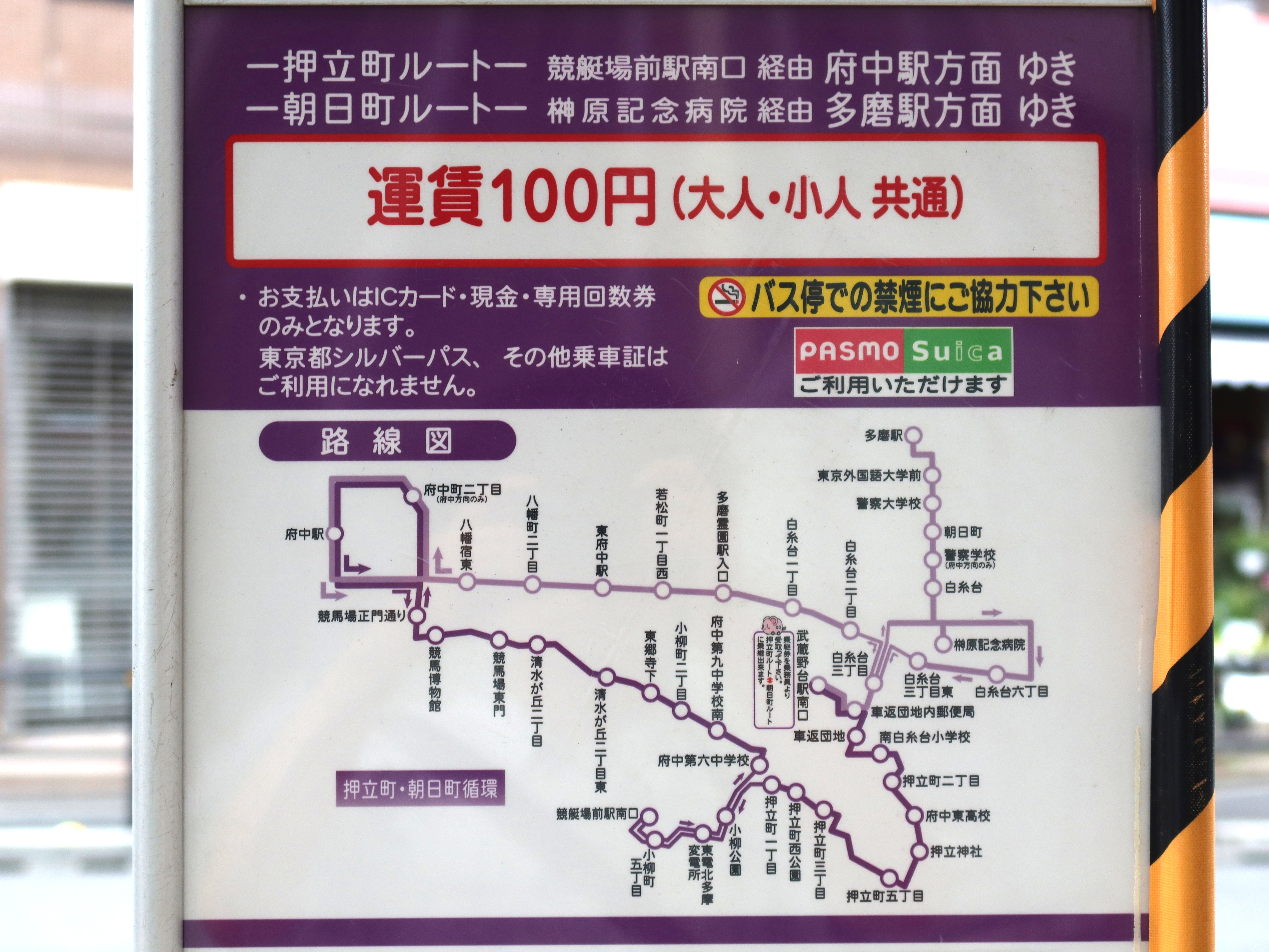
押立町・朝日町ルートの路線図（武蔵野台駅南口バス停掲示）

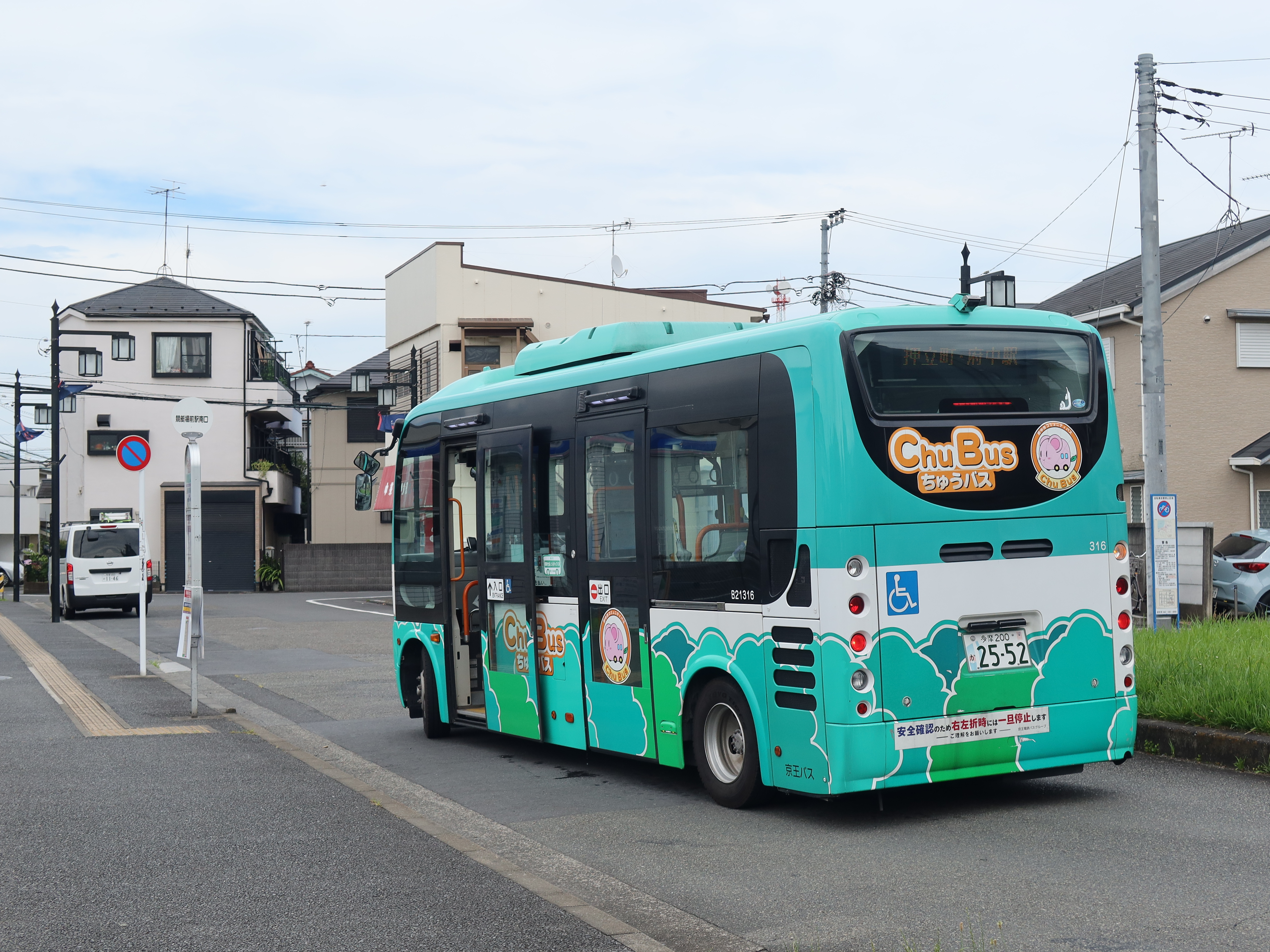
競艇場前駅南口に停車中の押立町ルート（B21316）

- 府中駅 - 競馬博物館 - 清水が丘二丁目 - 小柳町二丁目 - 小柳公園 - 競艇場前駅南口 - 小柳公園 - 押立町西公園 - 府中東高校 - 車返団地 - 武蔵野台駅南口

府中駅から市南東部の押立町を経由し、武蔵野台駅南口へ至る路線。小柳公園～競艇場前駅間は重複して走行する。府中駅行きのみ府中町二丁目に停車する。府中駅～武蔵野台駅南口の所要時間は約40分。
■ 朝日町ルート
- 府中駅 - 八幡町二丁目 - 東府中駅 - 白糸台一丁目 - 武蔵野台駅南口 - 白糸台三丁目 - 榊原記念病院 - 白糸台 - 警察大学校 - 多磨駅（東口）

府中駅から市東部の白糸台、朝日町を経由し、多磨駅へ至る路線。府中駅行きのみ白糸台六丁目・白糸第三丁目東・府中町二丁目に停車する。府中駅～多磨駅の所要時間は約40分。
いずれも先述の府31系統をちゅうバスの運行形態に取り込んだ上で分割した路線であるため、朝日町・押立町ルートとしてまとめられている。両者が接続する武蔵野台駅で無料乗継券を発行しており（#乗継制度を参照）、武蔵野台駅での押立町ルートと朝日町ルート（多磨駅方面）の乗り継ぎに配慮したダイヤ設定となっているが、押立町ルートと朝日町ルート（府中駅方面）を乗り継ぐの場合は20分ほど待ち時間が発生する。
沿革
この路線の源流となった府31は90年代以降、府中市の要請や車両寄贈により上述の#沿革にある通りの変遷を辿ってきたが、依然として以下のような問題を抱えていた。
- 府中駅～競艇場前駅までの運賃が380円（1999年時点）と高額な上、所要時間50分・運行間隔60分と、シルバーパスを持たない市民の足として使うには不便である[30]。
- 2003年のちゅうバス開業時に多磨町ルートが生涯学習センター経由で運行を開始したのと入れ替わりで、府31系統は旧甲州街道経由に戻された[注 7]が、この影響で府31の営業収入がちゅうバス開業直前の30%程度にまで落ち込んだ[31]。

こうした状況から、2007年（平成19年）2月の府中市コミュニティバス検討協議会の提言に基づき、ちゅうバスへの転換が決まった。
- 2008年（平成20年）3月25日 - 従来運行されていた府31系統を再編する形で開業[32]。運行間隔は60分。
  - 押立町ルートは、府中駅からしみず下通り・小柳公園経由で競艇場前駅まで行き、小柳公園へ戻ったあと押立町地区経由で武蔵野台駅南口まで行く経路。
  - 朝日町ルートは、府中駅から旧甲州街道経由、武蔵野台駅前の踏切を渡って武蔵野台駅南口まで行き、再度踏切を渡ったあと榊原記念病院、朝日町通り経由で多磨駅東口まで行く経路。
- 2012年（平成24年）4月1日 - 開始当初より30分間隔での運行が目指されていたが、要望により2011年11月1日～2012年3月31日の実験運行を経て、同日より正式に30分間隔での運行開始[33]。
- 2017年（平成29年）4月17日 - 朝日町ルートの経路を一部変更。府中駅方向のみ、榊原記念病院の東側から旧甲州街道へ入る経路に変更し、旧甲州街道に白糸台六丁目・白糸台三丁目東停留所を新設。また白糸台三丁目 - 武蔵野台駅南口間では京王線の高架をくぐる経路に変更し、押立町ルートのみ停車していた車返団地内郵便局に朝日町ルートも停車するようになった[17]。

## 車両

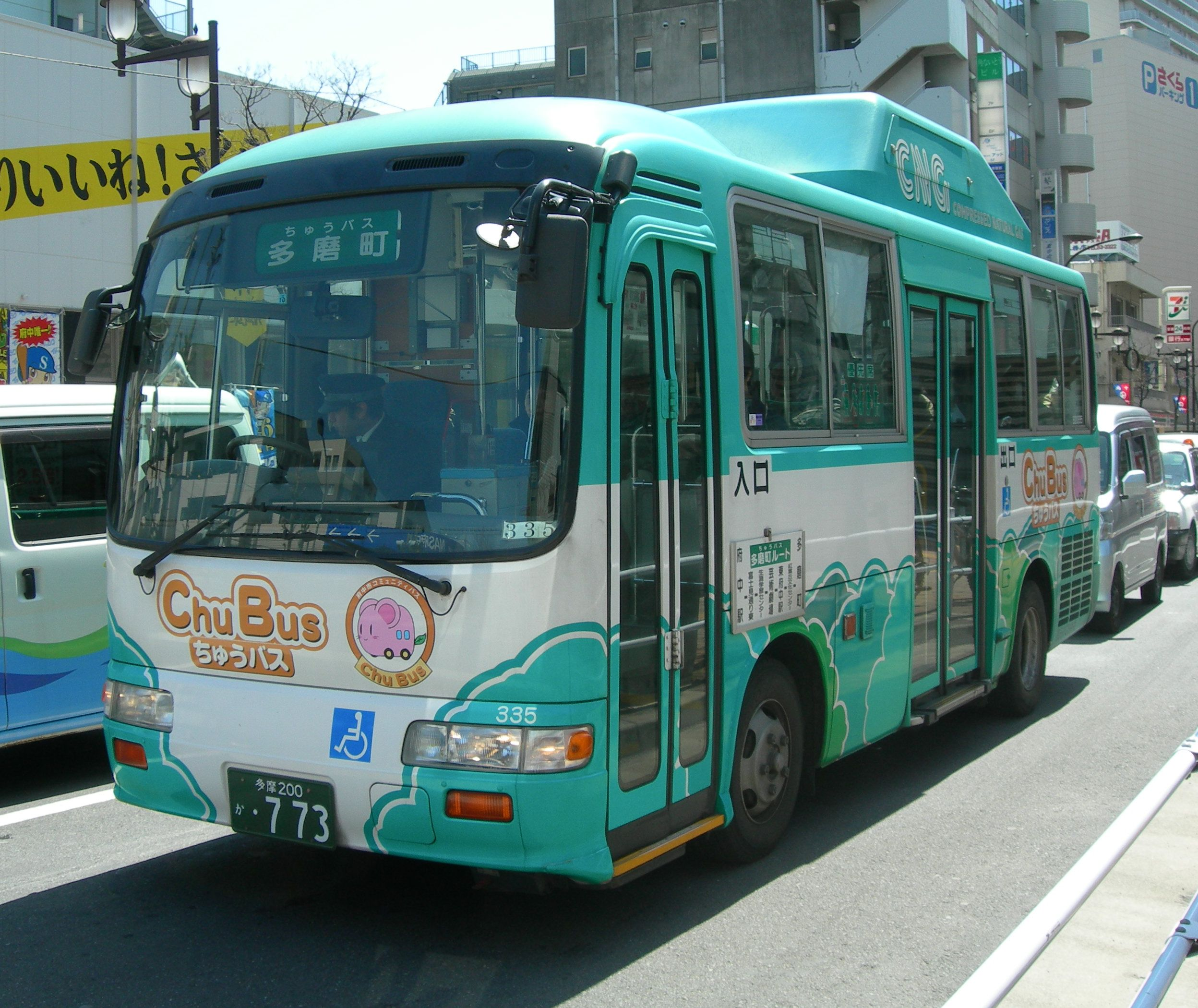
屋根上CNG車（B20335）※除籍済

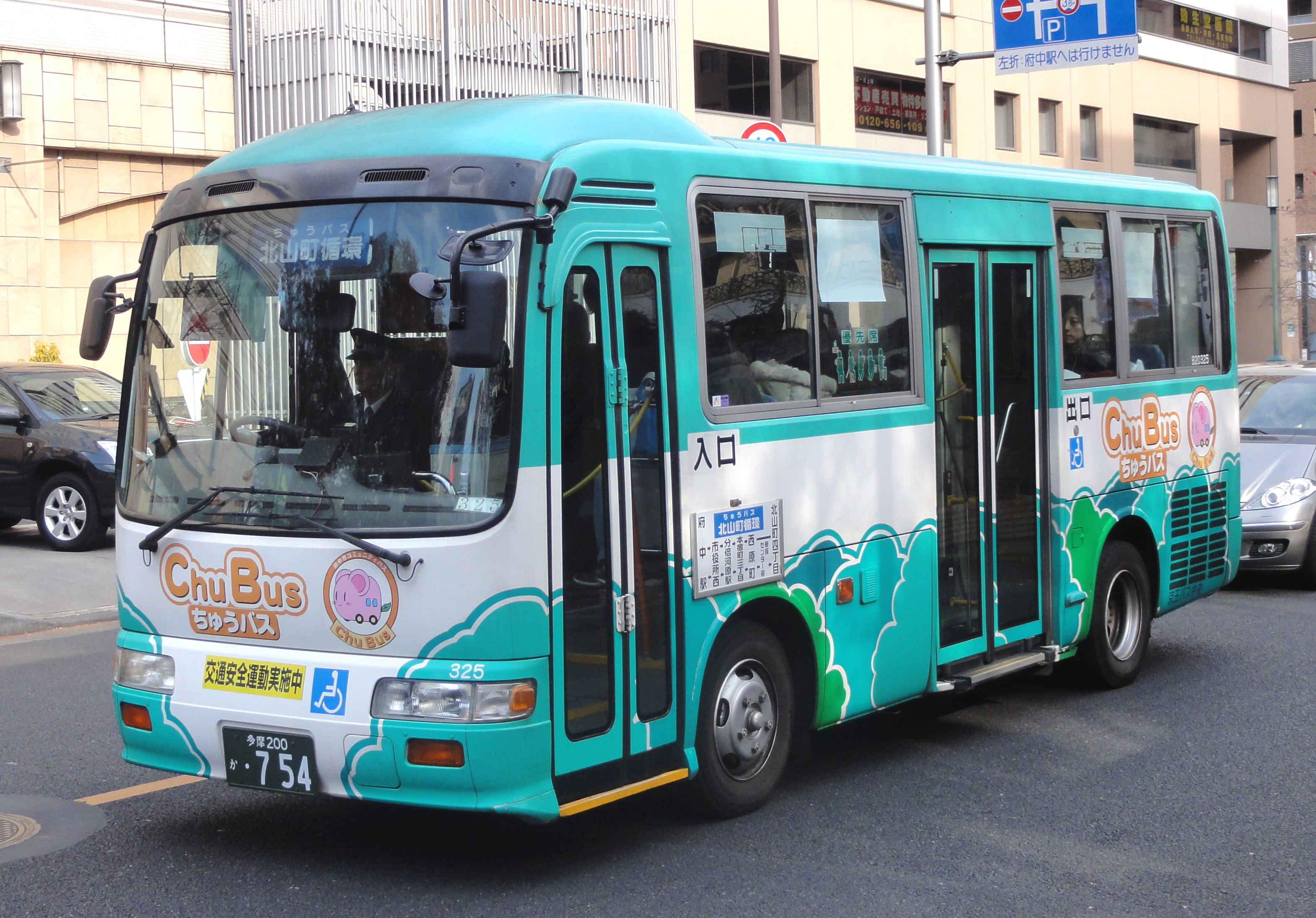
室内CNG車（B20325）※除籍済

現在の車両
- 日野・ポンチョ（2代目、HX系）

小型車、ノンステップバス。2ドアロングボディ
- 日野・レインボーII（KR系）

中型車、ノンステップバス。是政循環専用
過去の車両
- 日野・リエッセ（RX系）CNG車・ディーゼル車

小型車、ステップリフトバス
CNG車は開業～2009年まで導入。ディーゼル車は2011年に1台のみ導入
2003年の運行開始時にリエッセが新車導入され、2011年の生産終了まで増備が続いた。環境に配慮し、リエッセは全て燃料に圧縮天然ガスを使用するCNG車として導入された（末期の1台を除く）。リエッセのCNG車は、ガスボンベが屋根上にあるものと、車内後部に積んだ室内CNGタイプの車両があり、後者は後部座席付近が狭くなっていた。中央自動車道の低いガードをくぐる南町・四谷循環は室内CNGタイプの車両が使用されていたが、その他は区別なく各ルートで運用されていた。
リエッセはツーステップバスであったが、降車口に車椅子用リフトを装備したステップリフトタイプが使用されており、車内には車椅子優先スペースも設けられていた。その後さらなるバリアフリー対応のため、ノンステップバスとしてポンチョ（HX系、2ドアロングボディ）が導入され、経年車のリエッセが順次代替された。
是政循環では、運行開始当初はリエッセが投入されていたが、他の区間に比べ経路の道路幅に余裕があり利用者も多いため、中型の一般路線車両が代走することがあった。2012年からは是政循環専用車として、日野・レインボーII（ノンステップバス）がちゅうバスカラーで導入されている。
車両整備などで専用車両が使用できないときは、京王バスカラーのポンチョが代走することがある。この場合も通常時と同じく前乗り・運賃先払い方式で運転される。是政循環専用車が検査などの場合は一般路線用の中型車（または大型車）が代走に入り、ちゅうバス専用の小型車は使用されない。
2017年8月より府中市郷土の森公園交通遊園内に、ちゅうバスに使用されていたリエッセ（B20803号車・室内CNGタイプ）が展示車として保存されている。
2019年4月、同じ京王バス府中営業所が担当する国分寺市ぶんバスと同時に車両が更新され、CNG車のリエッセはポンチョに代替されて消滅した。ディーゼル車のリエッセは2021年4月に廃車。

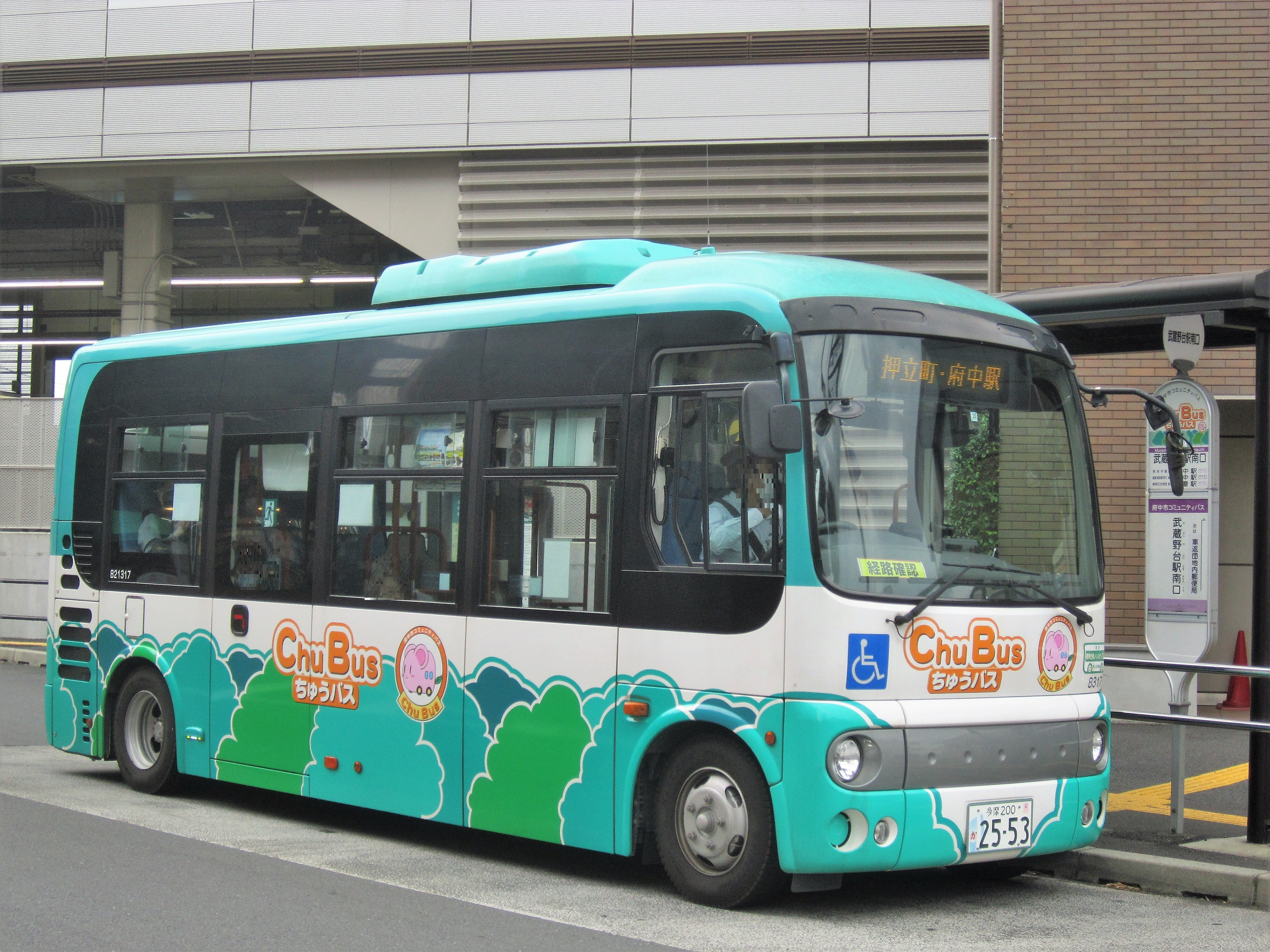
押立町ルート（B21317） 日野・ポンチョ
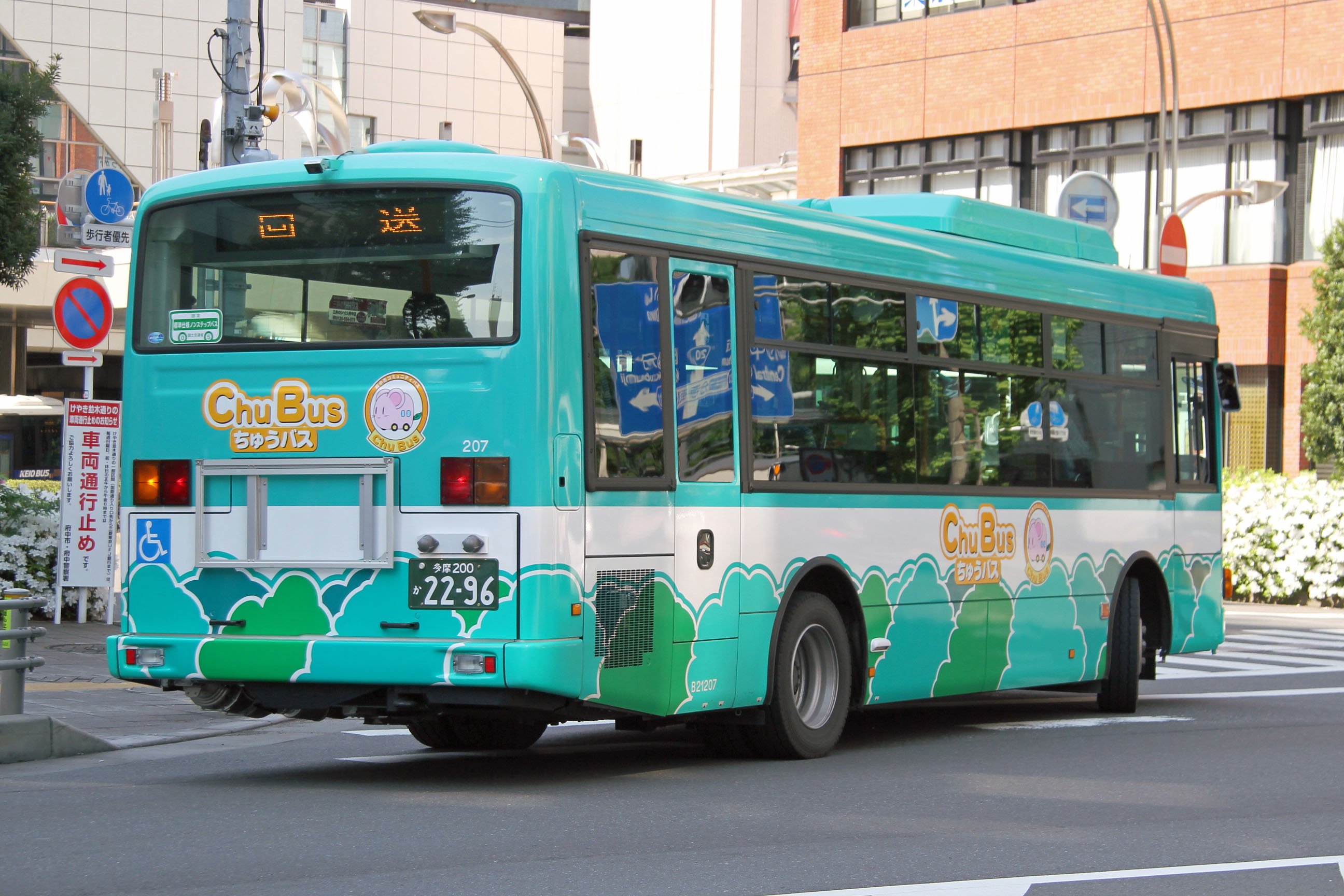
是政循環（B21207） 日野・レインボーII リア
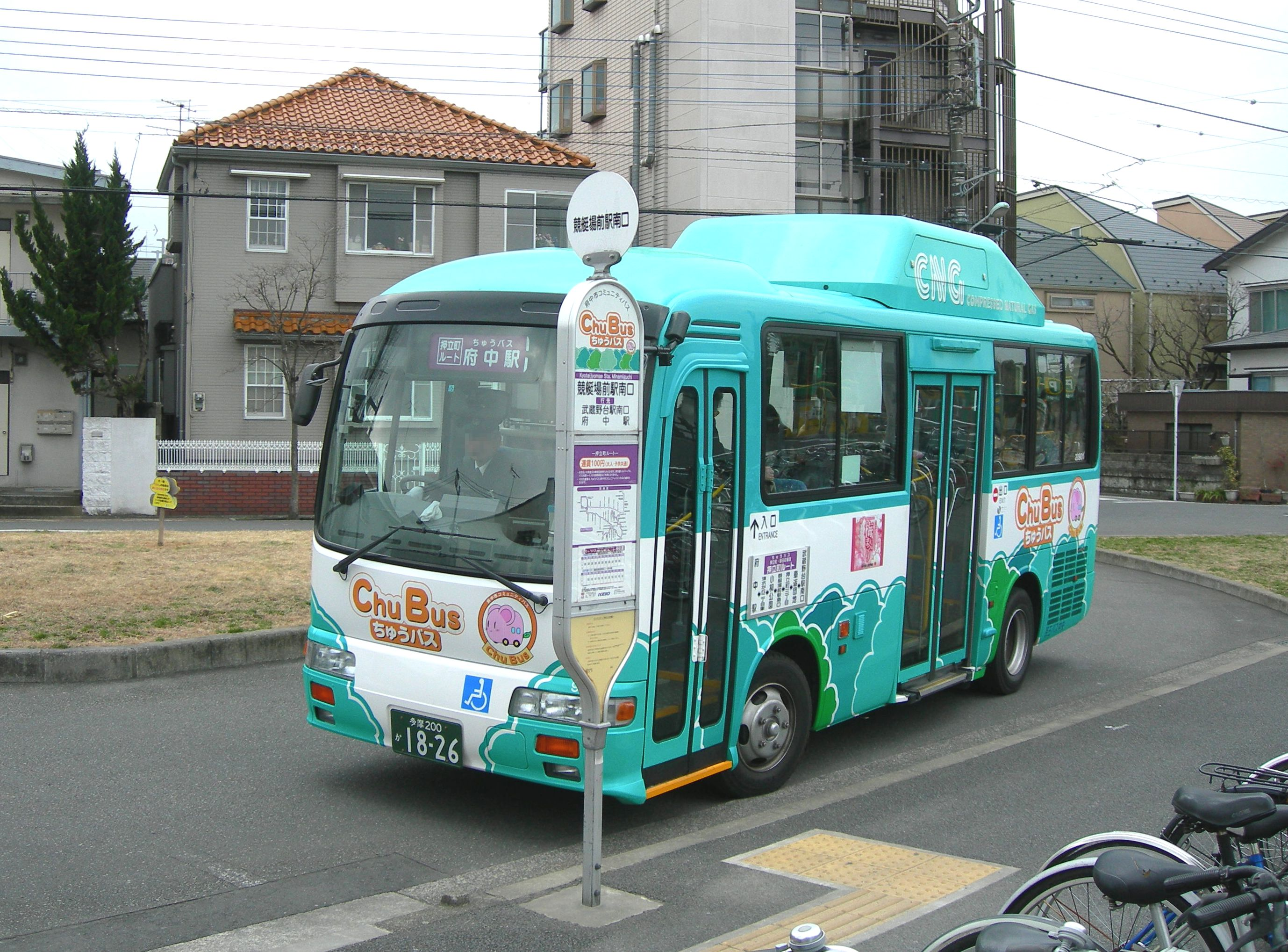
押立町ルート（B20901） ※除籍済
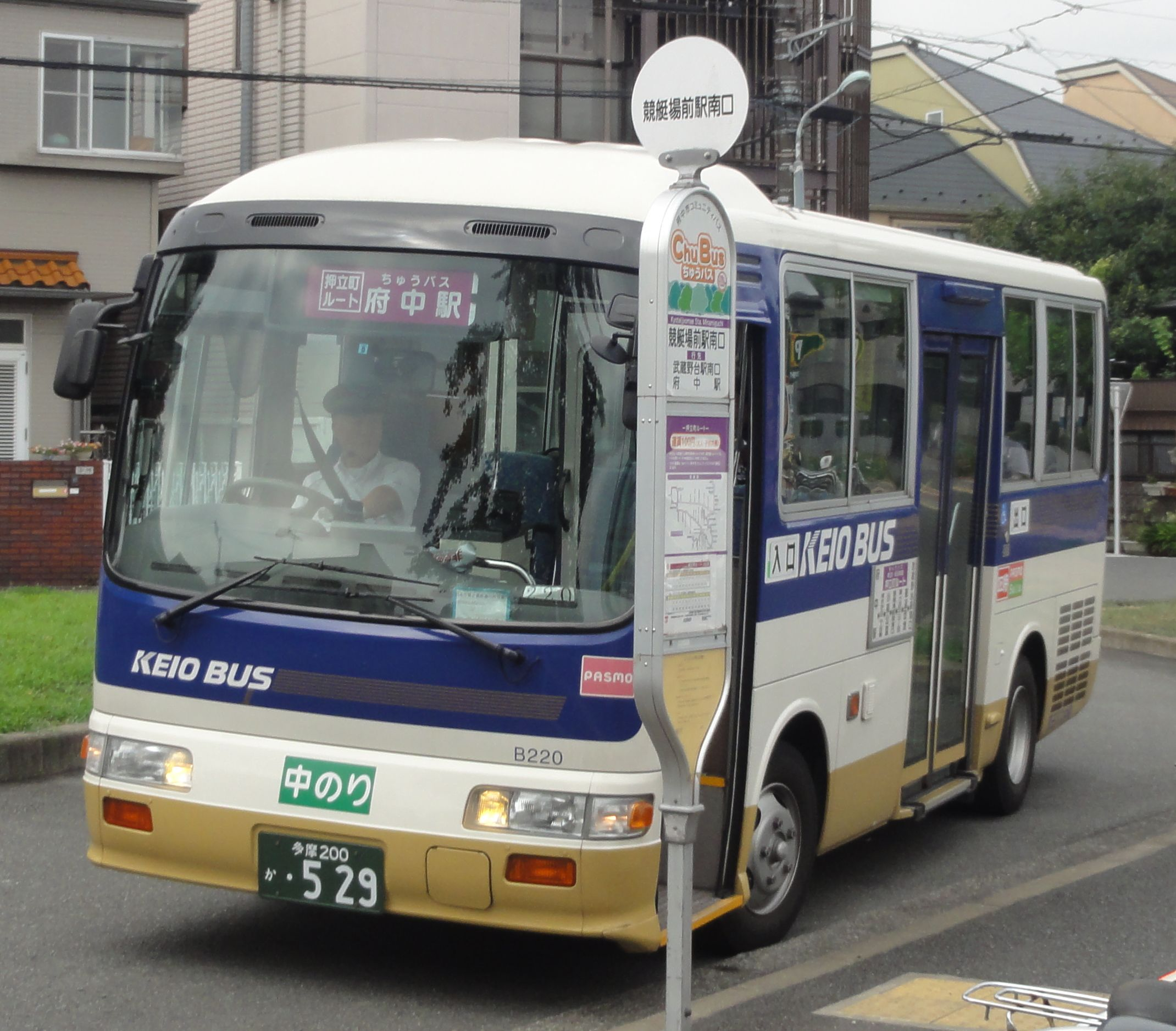
押立町ルート 日野・リエッセ 一般路線車による代走（B20220）
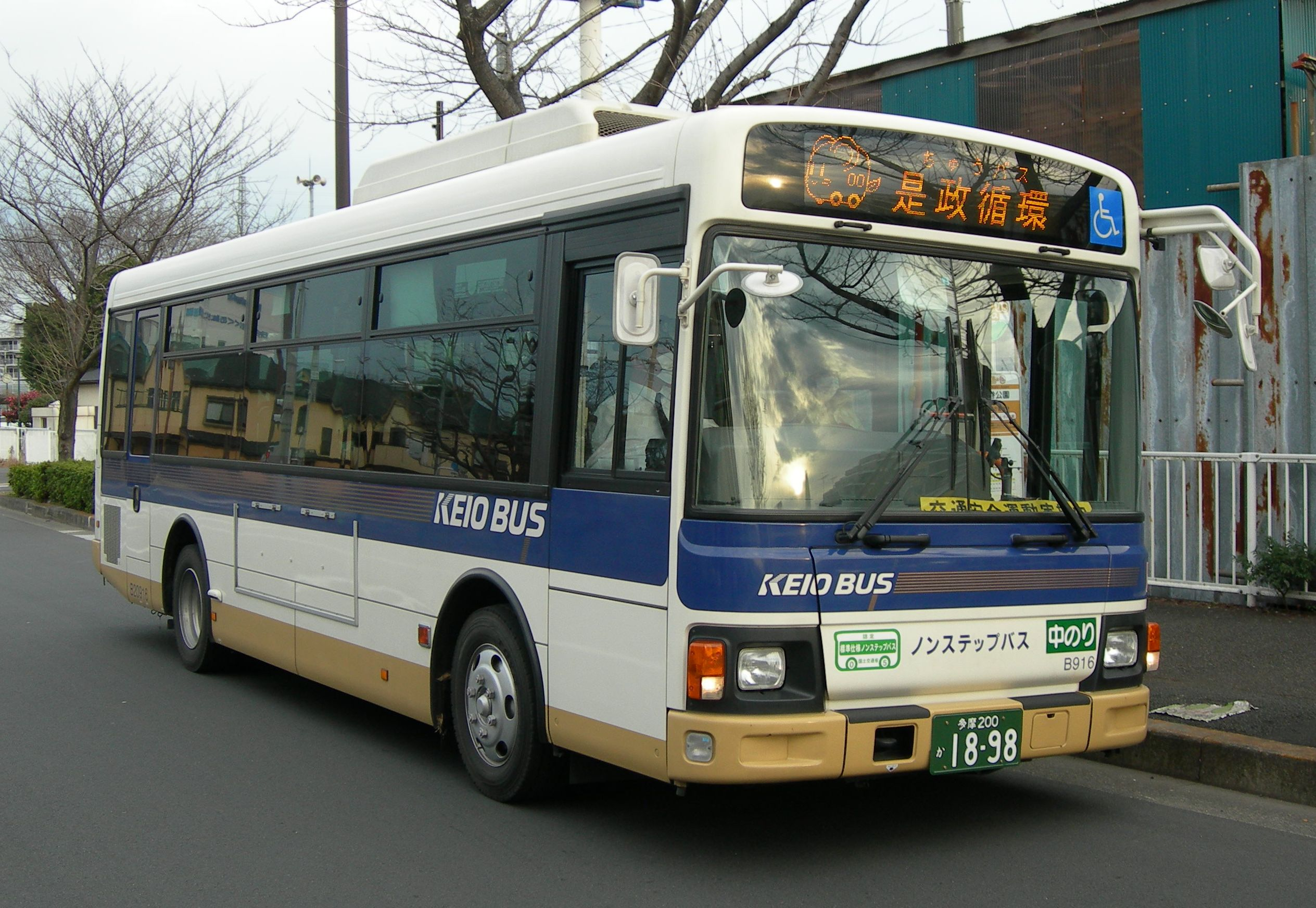
是政循環 日野・レインボーII 一般路線車による代走（B20916）
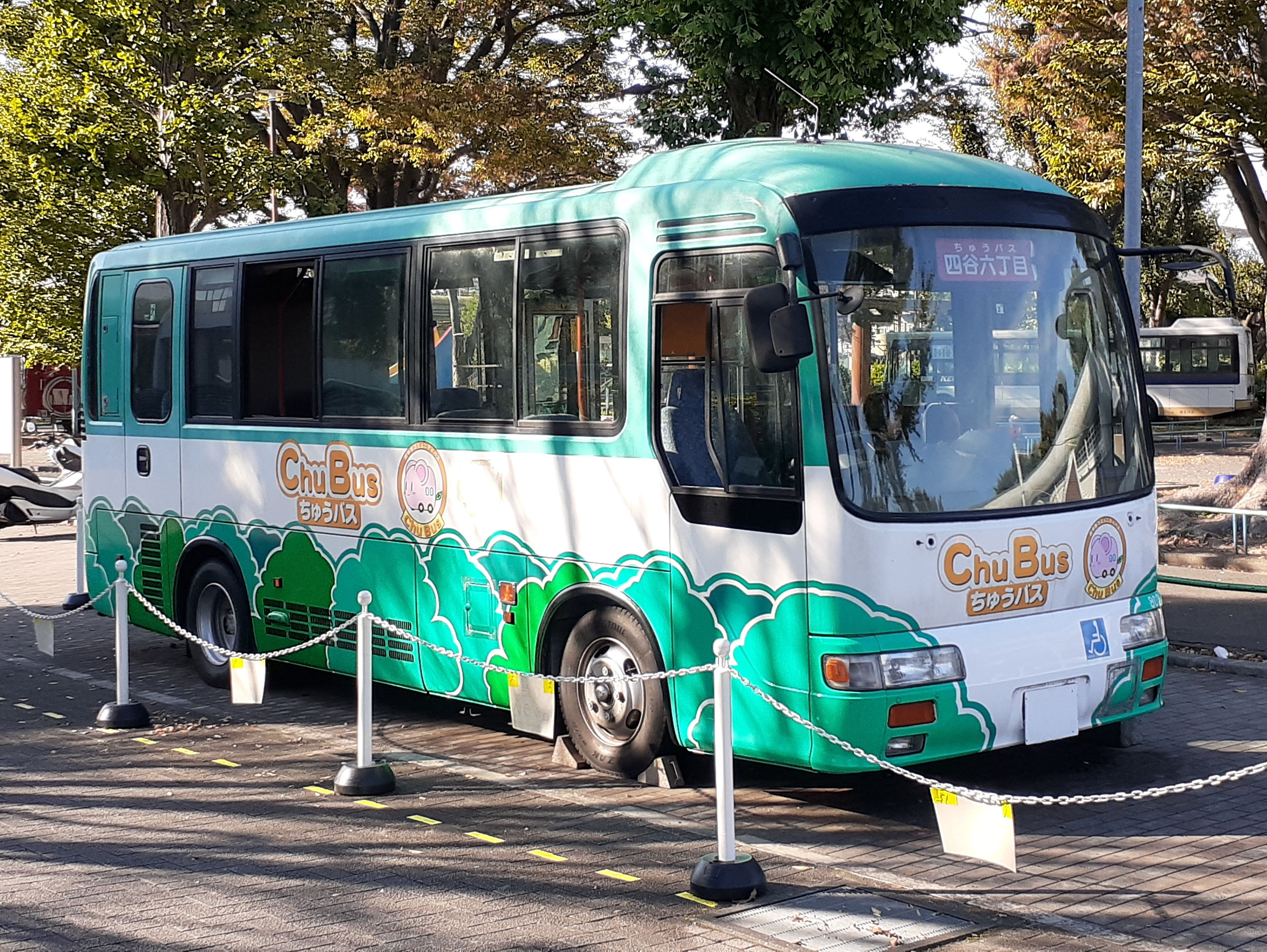
交通遊園で保存されている 日野・リエッセ （B20803）